# Concezione storica di Bailly

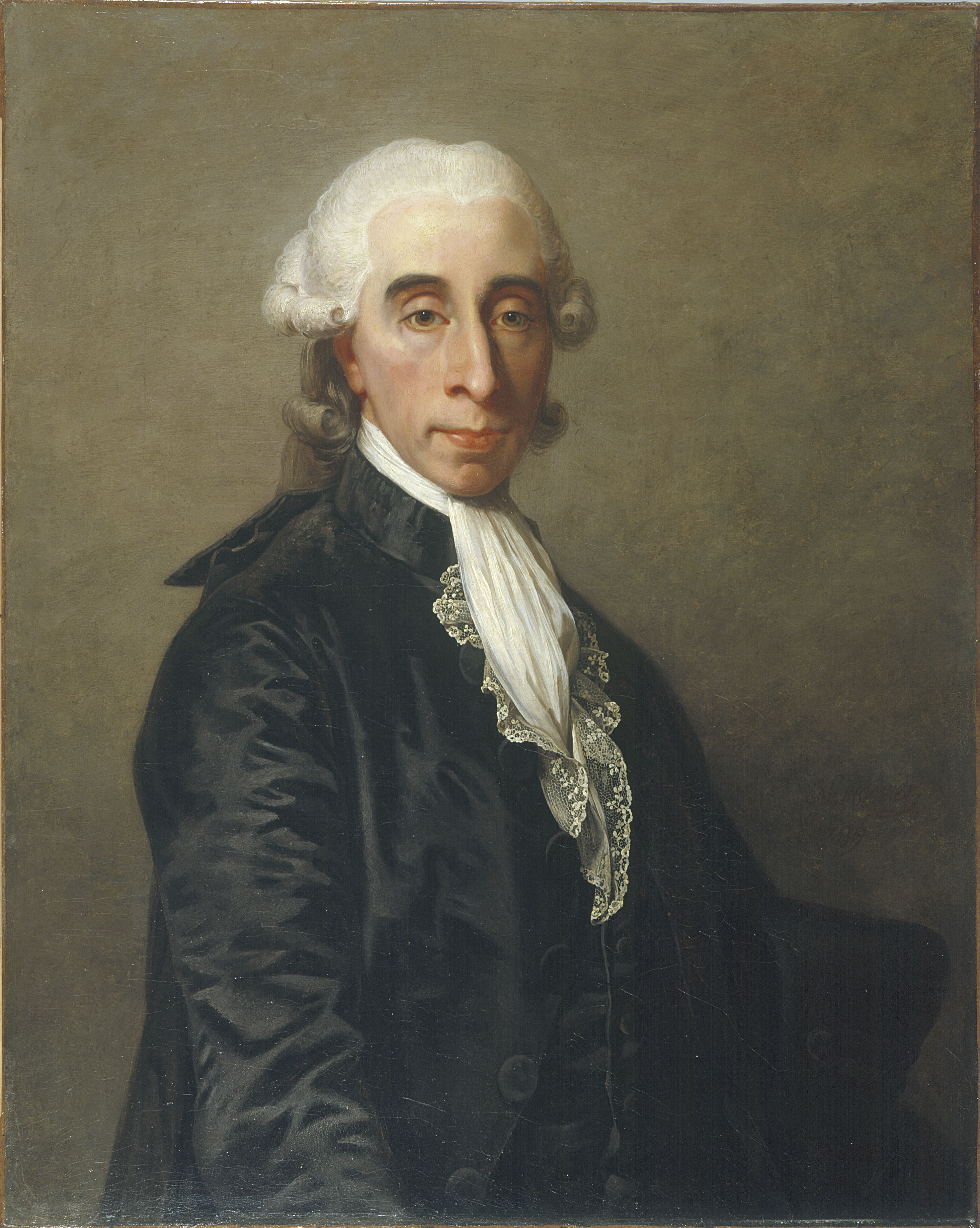
Jean Sylvain Bailly ritratto da Jean-Laurent Mosnier (1789).

Firma di Jean Sylvain Bailly.

La concezione storica di Jean Sylvain Bailly è una parte importante del pensiero dell'astronomo francese. Essa è caratterizzata da un'interpretazione originale delle origini preistoriche della civiltà. Egli in effetti unì la tradizione del mito di Atlantide a quello di Iperborea, una leggendaria civiltà nordica di cui Erodoto e altri storici antichi avevano lasciato delle testimonianze. Bailly sosteneva infatti la tesi secondo cui un'Atlantide nordica fosse la civiltà originaria del genere umano, che essa avesse inventato le arti e le scienza e che avesse "civilizzato" i Cinesi, gli Indiani, gli Egizi e tutti i popoli dell'antichità. Egli posizionò questo popolo primordiale nel lontano nord dell'Eurasia, nell'isola di Spitzbergen, nei pressi della Siberia, argomentando che quelle dovevano essere state le prime terre abitabili quando la Terra, originariamente incandescente e inospitale alla vita secondo le ipotesi paleoclimatiche teorizzate da Buffon e Mairan, aveva incominciato a raffreddarsi. Il costante raffreddamento della Terra le aveva però, successivamente, rese inabitabili e aveva seppellito l'ancestrale territorio di questa civiltà sotto delle lastre di ghiaccio, in modo da perdere completamente le tracce degli Atlantidei, e obbligando i loro discendenti a spostarsi più a sud per colonizzare le altre zone del globo.
Bailly si mosse ecletticamente tra scienza, mitologia classica, linguistica, e orientalismo per dimostrare la sua ipotesi affermando che i brahmani che formarono la civiltà indiana non erano altro che Atlantidei di lingua sanscrita.
Le teorie di Bailly riflettevano molte delle idee prevalenti della sua epoca, come ad esempio il determinismo geografico di Montesquieu e Buffon e la superiorità culturale del dinamico Occidente sul decadente Oriente. Eppure, sebbene non abbia mai fatto degli Atlantidei una razza, né tantomeno una "razza superiore", e nonostante le sue posizioni chiaramente antirazziste, le sue opere hanno posto le basi per il successivo emergere del mito ariano.
Infatti, una successiva rimitizzazione delle tesi di Bailly, attraverso varie mistificazioni e incomprensioni, fornì più tardi ai nazisti la finzione di un presunto mito antichissimo su cui fondare la loro piattaforma ideologica (come fatto da Alfred Rosenberg nel suo Der Mythus des 20. Jahrhunderts). Indirettamente e inconsapevolmente, Bailly si trova quindi alla fonte di un elemento centrale nell'ideologia nazista, quello che può essere definito, con le parole di Philippe Lacoue-Labarthe e Jean-Luc Nancy, il "mito nazista".

## Contesto culturale
Il XVIII secolo ha portato un cambiamento drastico nella coscienza storica europea. I pensatori illuministi, come afferma lo storico David Harvey, abbandonarono il «quadro biblico di una storia universale» che impostava la discendenza del genere umano da Adamo ed Eva attraverso i tre figli di Noè, preferendo «la narrativa secolare della nascita e del crollo delle civiltà», integrandoli in un impianto storico più ampio del progresso umano. Nonostante ciò, comunque, alcune asserzioni bibliche, come ad esempio la diffusione della civiltà da un unico punto di origine, sopravvissero a questo processo di distanziamento dalle tesi bibliche, aderendo esplicitamente alle nuove teorie. Lo storico Colin Kidd infatti rimarca che «lo spettro della Genesi ossessionava la nascita dell'etnologia».
Sin dal Rinascimento e fino all'Illuminismo, generazioni di studiosi, scienziati, e storici avevano affrontato la questione della "cronologia storica", tentando di riconciliare la linea temporale dell'antichità classica con quella della storia sacra biblica. Lo storico Anthony Grafton osserva che, quando gli umanisti riscoprirono la storia degli antichi egizi, dei fenici, e dei popoli mesopotamici attraverso fonti greche, «la ben definita e relativamente breve cronologia della Bibbia incominciò a sfilacciarsi» perché le evidenze suggerivano «che il mondo fosse molto più vecchio di quanto la testimonianza biblica supponeva». Intanto, le nuove rivelazioni dei gesuiti alla corte dell'Imperatore cinese a Pechino minarono ulteriormente l'infallibilità della cronologia biblica perché, ad esempio, la storia cinese precorreva, e di molto, la data del diluvio universale.
La storica Suzanne Marchand ha scritto che «le battaglie cronologiche divennero dunque molto appassionate e consequenziali perché [...] si era ipotizzato che "la priorità nel tempo implicasse la superiorità nella dottrina"». Allo stesso modo, Paolo Rossi Monti ha scritto che «l'affermazione che ci fossero storie di età superiore alla storia sacra sarebbe potuto sembrare [...] un attacco alla verità della Cristianesimo e una pretesa sacrilega». Se questa civiltà originaria non era quella dei patriarchi biblici, che cosa ne sarebbe stato della cronologia sacra, della storia della e della dispersione dei popoli com'era narrata nel libro della Genesi? Per risolvere tali controversie, secondo lo storico Harvey, molti studiosi incominciarono a rivolgersi all'astronomia, una scienza che si stava sviluppando e che stava diventando via via sempre più precisa, «in modo da trovare un supporto empirico o una confutazione per i venerabili ma opachi testi sacri». Già a partire dal XV secolo, gli studiosi avevano attinto a fenomeni astronomici precisamente databili (come le eclissi o le congiunzioni dei pianeti) per corroborare la cronologia della storia antica. Considerando il fatto che i corpi celesti variavano la loro posizione nel corso dei secoli, i primi studiosi moderni riflettevano sul fatto che la posizione delle costellazioni nelle antiche carte celesti poteva essere usata per calcolare le date precise in cui queste carte furono composte.
Mentre le fonti greche riportavano che gli Egizi e i Caldei fossero stati i primi astronomi del mondo antico, gli studiosi gesuiti in missione in Asia rivelarono che gli Indiani e i Cinesi avevano mappato le stelle e registrato le eclissi da tempi forse molto più antichi; tali rivelazioni, secondo Harvey, «vennero strombazzate come prove della inattendibilità della cronologia biblica da scettici come Voltaire».
Intanto, contemporaneamente, verso la fine del XVIII secolo, un numero sempre più crescente di pensatori europei incominciò a convincersi, in virtù del livello di progresso tecnico-scientifico raggiunto, della propria superiorità culturale (e solo in alcuni casi razziale) nei confronti dei restanti popoli del globo, contrastando lo staticismo dell'Oriente al dinamismo dell'Occidente. Nello stesso periodo, intanto, gli "storici congetturali" del tardo illuminismo stavano cercando di colmare le lacune nella storia del genere umano.
Unendo tutti questi filoni di pensiero insieme, alcuni pensatori settecenteschi conclusero che i popoli "decadenti" dell'Est, considerati incapaci di creatività e inventiva, non potevano aver sviluppato da soli delle civiltà avanzate sviluppate, e teorizzarono l'esistenza di un'antica civiltà perduta, che aveva - di conseguenza - civilizzato tutte le altre.
Bailly è uno tra questi pensatori. Egli, unendo insieme prove astronomiche, mitiche, storiche e geologiche, ipotizza l'esistenza di un antico popolo primordiale nelle lontane regioni del Nord. Rileggendo la tradizione biblica attraverso un altro classico mito legato all'oceano, Bailly finì per legare questa civiltà originaria con il mito di Atlantide. Basandosi in gran parte sugli scritti di Platone, Bailly sostenne che la storia raccontata da Crizia nell'omonimo dialogo platonico, doveva essere presa alla lettera. La civiltà originaria di cui Bailly parlava era secondo lui la principale testimonianza dell'antica età dell'oro che, legata al mito platonico di Atlantide, gli permetteva anche di spostare sia l'Eden biblico sia le antiche radici culturali e civili asiatiche in una nuova narrazione della preistoria umana, in cui la civiltà, proveniente da nord, discese verso il sud.

### L'importanza dell'orientalismo
L'Illuminismo, secondo lo storico Dan Edelstein, ha certamente avuto la «sua giusta quota di pregiudizi europei», eppure «ci sono un sacco di topoi orientalisti (cortigiane afose, visir intriganti, e, naturalmente, despoti orientali) ad ingombrare le pagine e le tele della cultura settecentesca».
Comunque, la Francia e l'Inghilterra non cominciarono a considerare "l'Oriente" come territorio da colonizzare almeno fino all'ultimo quarto del XVIII secolo.
Come ricorda lo storico Maxime Rodinson: «C'è stato un orientalismo prima degli imperi; l'interesse settecentesco all'Oriente, e i suoi utilizzi, non possono quindi inglobato sotto un manto imperialista».
Nel suo recente dell'orientalismo francese del XVIII e del XIX secolo, Madeleine Dobie si è spinta a sostenere che «fino all'ultimo quarto del diciannovesimo secolo, ciò che incontriamo prevalentemente nella rappresentazione orientalista non è né una celebrazione né una registrazione di conquista e di occupazione, ma una marcata estetizzazione sia della cultura orientale sia della vita coloniale». Lo studio di Dobie sostiene, secondo Edelstein, in modo convincente «che è l'Oriente non-coloniale che attira lo sguardo occidentale/francese, almeno fino alla corsa imperialistica europea post-1870».
L'orientalismo settecentesco non fu sempre dispregiativo nei suoi contenuti. I lavori in prosa di Voltaire, ad esempio, sono molto elogiativi nei confronti delle culture orientali: un derviscio turco ha l'ultima parola in Candide; le Lettres d'Amabed getta molto discredito sui rapaci missionari europei e sui coloni in India, mettendoli in contrapposizione con gli abitanti locali virtuosi; La Princesse de Babylone raffigura invece la versione di Voltaire sull'età dell'oro, descritta sulle rive del Gange. Queste rappresentazioni elogiative dell'Oriente furono sancite nei suoi Essai sur les moeurs et l'esprit des nations, che lo storico Raymond Schwab ha identificato come la fonte dell'orientalismo indiano.
C'è un'altra ragione per richiamare l'orientalismo, e sul suo non sempre sincero riguardo per le culture orientali, sia nel XVII secolo sia dopo. Secondo lo studioso Edelstein: «È solo riconoscendo questo stato iniziale di rispetto che siamo in grado di comprendere come l'orientalismo fu poi "recuperato" (nel senso francese del termine) per autorizzare alcune delle più vili ideologie eurocentriche, in particolare il nazismo. Ignorando questa venerazione, trascuriamo sia il meglio che il peggio di atteggiamenti occidentali verso l'Oriente».

### Le posizioni di Voltaire

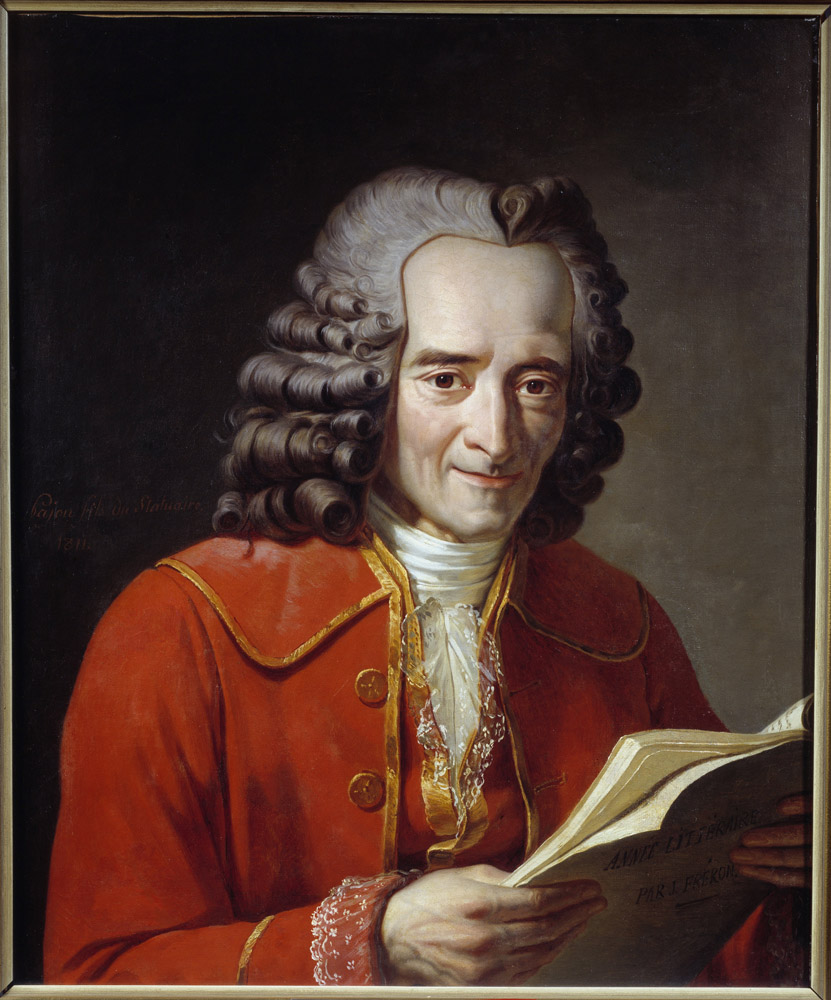
Voltaire che legge, Jacques Augustin Catherine Pajou, olio su tela, 1811.

Il modello antropologico di fondo dell'orientalismo settecentesco è meglio percepito nell'opera di Voltaire Essai sur les Mœurs et l'esprit des nations, un saggio pubblicato per la prima volta nel 1756 ma scritto in molti anni di lavoro. In questa "storia universale" - così infatti si intitolava una versione precedente del Essai che l'autore aveva scritto - Voltaire scosse l'establishment clericale e accademico ponendo la Cina e l'India a capo della sua cronologia, con gli ebrei ben dietro. Voltaire infatti presentò l'India e la Cina come le prime civiltà avanzate del mondo antico e, aggiungendo al danno la beffa, suggerì che gli ebrei non solo succedettero a delle civiltà precedenti, ma anche che le avevano copiati: «Gli ebrei hanno copiato tutto da altre nazioni». Voltaire diffuse queste affermazioni eterodosse anche nei suoi Contes.
Inoltre, nella Philosophie de l’histoire, altra opera scritta però nel 1765 come prefazione all'opera precedente, Voltaire asseriva che «gli Indiani attorno al fiume Gange furono probabilmente i primi esseri umani a formare un popolo».
Secondo il filosofo di Ferney, i progenitori di tutte le conoscenze erano gli Indiani: «Sono convinto che tutto provenga dalle rive del Gange, l'astronomia, l'astrologia, la metempsicosi ecc...». Questa ipotesi era particolarmente seduttiva, perché poteva essere estesa agli aspetti più sofisticati della cultura umana, vale a dire, ad esempio, le scienze. La fiducia nella super-raffinatezza della cultura brahmanica, ovvero la massima casta indiana, crebbe tra l'altro, con più forza, dopo la "scoperta" di sir William Jones della grammatica sanscrita, ma anche prima che queste ricerche asiatiche vedessero la luce, il Bramanesimo fu salutato come «l'origine delle scienze» (dal titolo dell'opera di Jean Sylvain Bailly in un suo studio del 1777). Agli occhi di Voltaire, India superava l'Antico Egitto: «È difficile dire quale delle due nazioni ha insegnato l'una all'altra; ma se si dovesse scegliere tra l'India e l'Egitto, credo ancora che la scienza sia molto più antica in India». Questa sostituzione dell'India al posto dell'Egitto era molto significativa, dal momento che l'Egitto era sempre stato tradizionalmente considerato la fonte della religione e della scienza. Un posto d'onore riservato all'India fu sancito nell′Encyclopédie dal cavaliere Louis de Jaucourt, che scrisse nella voce Inde: «Le Scienze forse possono essere più antiche in India più che in Egitto». Questo divenne il parere dominante nel tardo Illuminismo: «una vasta gamma di autori e studiosi posizionavano la culla del genere umano fra l'Indo e il Gange».
Le fonti di Voltaire sull'antica India includevano lo Shastabad, un frammento incluso dal medico John Zephaniah Holwell, uno dei primi a studiare l'antica civiltà indiana, e l'Ezour-vedam, un testo presumibilmente antico arrivatogli dall'India grazie ad un suo ammiratore, il cavaliere Fayd'herbe de Maudave. Oggi, nessuna di queste "fonti" è considerata autentica o attendibile: il frammento di Holwell, presumibilmente ricostruito a memoria da una copia persa negli sconvolgimenti della guerra dei sette anni, presentava una "religione naturale" razionalistica del tipo preferito dal deismo settecentesco; invece il secondo documento, un dialogo in cui si discutevano i meriti del monoteismo e del politeismo, era, nelle parole di Friedrich Max Müller, filologo e orientalista preminente del XIX secolo, una «grezza falsificazione» composta dai primi gesuiti moderni per la conversione degli induisti.
Tuttavia, Voltaire, probabilmente inconsapevole dell'inattendibilità di questi documenti, ne fece ampio uso nella sua campagna volta a minare la sacra cronologia biblica e, soprattutto, per sottolineare la maggiore antichità dei popoli del sud-est asiatico rispetto agli abitanti delle terre bibliche.
Urs App ha recentemente osservato che Voltaire «ha creato una specifica narrazione per servire la sua particolare agenda» e che «quasi da solo ha trasformato alcuni appunti missionari provenienti da luoghi remoti dell'India del Sud nei "testi più antichi del mondo" [..] nel Vecchio Testamento del suo deismo».

### Il Diffusionismo
Ciò che Voltaire intendeva come una critica al primato giudaico-cristiana fu anche il risultato di una teoria antropologica, che sarebbe poi diventato nota come diffusionismo. Secondo questa teoria, ogni invenzione tecnico-scientificha e ogni tradizione culturale non si era sviluppata indipendentemente in luoghi diversi, ma aveva avuto origine da un unico punto, e da lì si era poi, per l'appunto, "diffusa" nel resto del mondo. Un tipico esempio di "diffusione culturale" è quello dell'alfabeto fenicio: inventato da una cultura, se non addirittura pochi individui, e che fu presto adottato da tutta una serie di culture diverse per trascrivere le loro lingue.
Sebbene sia considerata una cultura di fine Ottocento, tuttavia, già nel XVIII secolo il diffusionismo esisteva in una forma molto radicale. Piuttosto che mappare le varie invenzioni culturali a rispettivi loci (come ad esempio, l'alfabeto ai Fenici, le divinità pagane all'Egitto, o la polvere da sparo ai cinesi), i diffusionisti radicali (o iperdiffusionisti) tracciavano tutte le scoperte scientifiche e le invenzioni culturali ad un unico luogo originario da cui poi si erano "diffuse".
Quindi, quando Voltaire sosteneva che gli ebrei avessero "preso in prestito" la loro cultura dalle nazioni, non stava semplicemente dicendo che gli ebrei non avevano inventato nulla e avevano solo copiato dagli altri, stava più che altro aderendo alla stretta logica del diffusionismo radicale. Gli ebrei, così come ogni altro popolo che si era succeduto alla prima civiltà, perpetuando semplicemente un sistema culturale già completo, ereditato da questi unici antenati della società umana.
Oltre un secolo più tardi, nel momento in cui le teorie poligeniche circa l'origine della specie umana dilagarono, il diffusionismo radicale fu ulteriormente rafforzato dalla nozione concettuale secondo cui solo alcuni popoli "selezionati" (e quindi superiori) avrebbero avuto le qualità richieste per inventare e poi diffondere la cultura. Fu così che il diffusionismo contribuì, in qualche modo, a "diffondere" le contemporanee tesi razziste, come ad esempio quella del mito ariano.

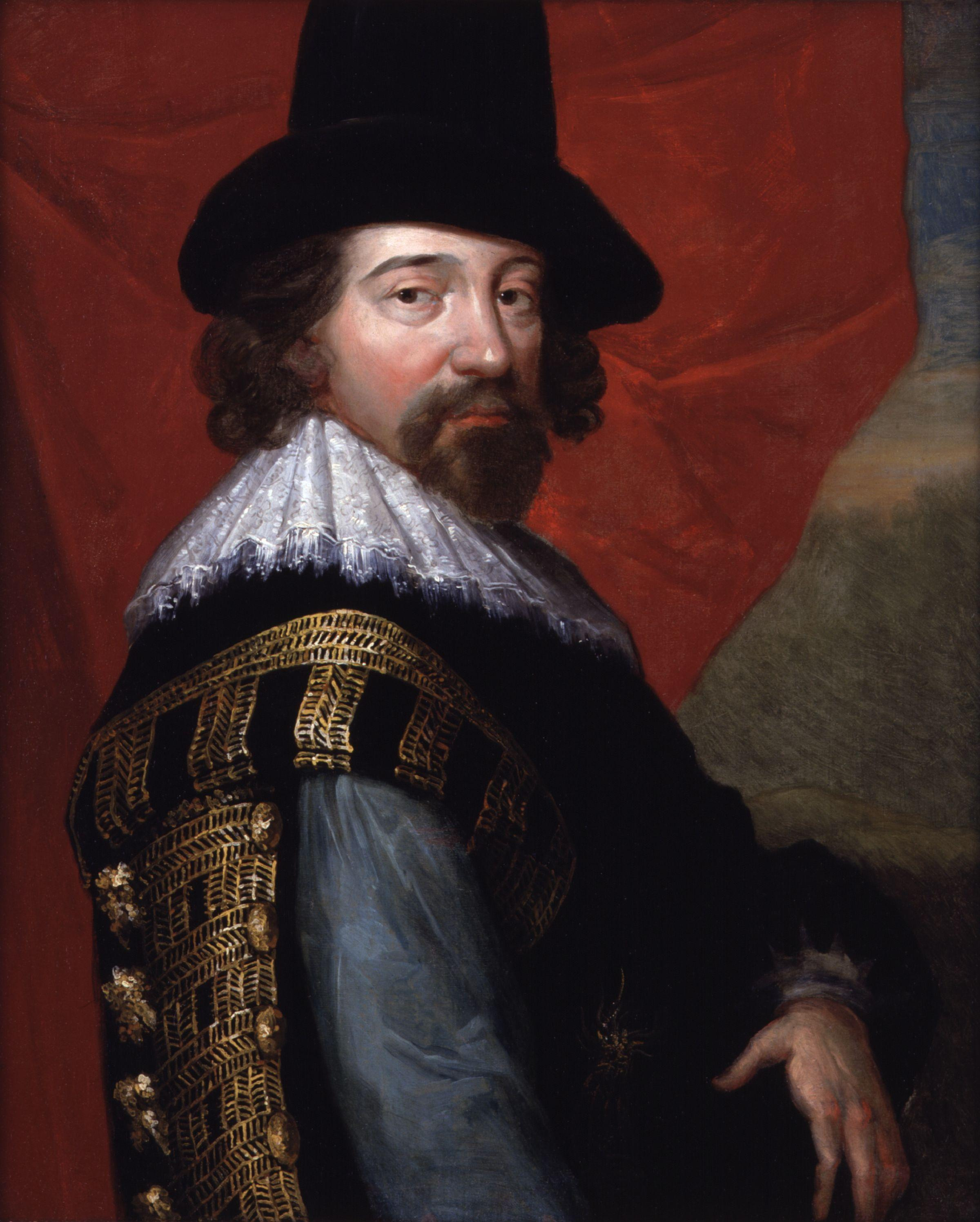
Ritratto di Francis Bacon.

Il diffusionismo radicale fu, secondo lo storico Dan Edelstein, «anche sottoscritto anche da un mito: il mito di Atlantide». Come raccontato dal personaggio Crizia nel dialogo platonico omonimo, Atlantide una volta era stata la patria di un popolo altamente sofisticato, che eccelleva sia in progetti di ingegneria avanzata (ad esempio, canali, ponti, gallerie e acquedotti) sia in guerra. Dopo aver colonizzato il mondo conosciuto, infatti, secondo Crizia gli Atlantidei avevano condiviso le loro conoscenze tecnologiche con gli altri popoli, prima che un terribile terremoto facesse sprofondare la loro isola sotto il mare. Sebbene questo popolo perduto fosse ricordato solo da alcuni sacerdoti egiziani, esso aveva prodotto una delle prime e più avanzate civiltà umane, ed era apparentemente inventato la maggior parte delle scienze conosciute agli uomini.
Atlantide era rimasta, nel corso della storia europea, sinonimo di perfezione tecnologica, e serviva spesso come metafora per i guadagni scientifici. Al culmine del Rinascimento, sir Francis Bacon celebrò ne La nuova Atlantide un'utopica civiltà sofisticata, accentrata attorno ad un'accademia scientifica chiamata "Casa di Salomone" (dal nome di un leggendario re atlantideo, re Solamona, e non il biblico Salomone, anche se il fraintendimento è spesso intenzionale), il cui obiettivo era: «la conoscenza delle cause e dei movimenti segreti delle cose; e contemporaneamente l'ampliamento dei confini dell'impero umano all'effettuazione di tutte le cose possibili». Gli scienziati di questa civiltà erano progrediti così oltre gli obiettivi che erano addirittura riusciti in qualunque impresa ingegneristica, dai frigoriferi e farmaci fino agli aeroplani e ai sottomarini. Voltaire avrebbe ricordato questa Nuova Atlantide nel suo Candide, dove la civiltà perduta di Eldorado ivi narrata contiene un "Palais des Sciences" molto simile alla Casa di Salomone.
Siccome illustrava perfettamente la teoria del diffusionismo radicale, il mito di Atlantide fu facilmente "naturalizzato" (nel senso che fu reso un fatto naturale, ovvio), in particolare nei primi anni di vita dell'orientalismo. Il risultato netto di questa naturalizzazione fu l′«Atlantizzazione» del credo diffusionistico dell'esistenza di una civiltà originaria, che è poi ciò che accadde nei lavori dello stesso Bailly. Questa ipotesi si conformava perfettamente con la storia quasi universalmente accettata dalla comunità scientifica del Diluvio universale (che spiegava l'inondazione dell'isola e la sua scomparsa), e fu ri-enfatizzata e sottolineata nel XVIII secolo da Giambattista Vico e Nicolas Boulanger. Quest'ultimo soprattutto, nella sua opera Antiquité dévoilée (1756, aveva tentato addirittura di dimostrare il tutto scientificamente adducendo varie prove geologiche; anche lui, come avrebbe poi fatto Bailly, aveva ipotizzato l'esistenza di una sofisticata civiltà antidiluviana.
Eppure, come ha affermato lo storico Pierre Vidal-Naquet, questa ipotesi ha anche permesso ai philosophes di contrastare il racconto ortodosso della Genesi, e di presentare «Atlantide come sostituta della Palestina nell'esegesi della storia». Ma che cosa fosse esattamente Atlantide, e dove si trovasse, questo era frutto di numerose speculazioni. L'identificazione di questa proto-civiltà urbanizzata fu il progetto che l'astronomo Jean-Sylvain Bailly si autoassegnò in una serie di opere, a cominciare dalla sua Histoire de l'astronomie ancienne del 1775, seguito dalle Lettres sur l'Origine des sciences del 1777, e infine nel 1779 dalle Lettres sur l'Atlantide de Platon.

## La figura di Bailly

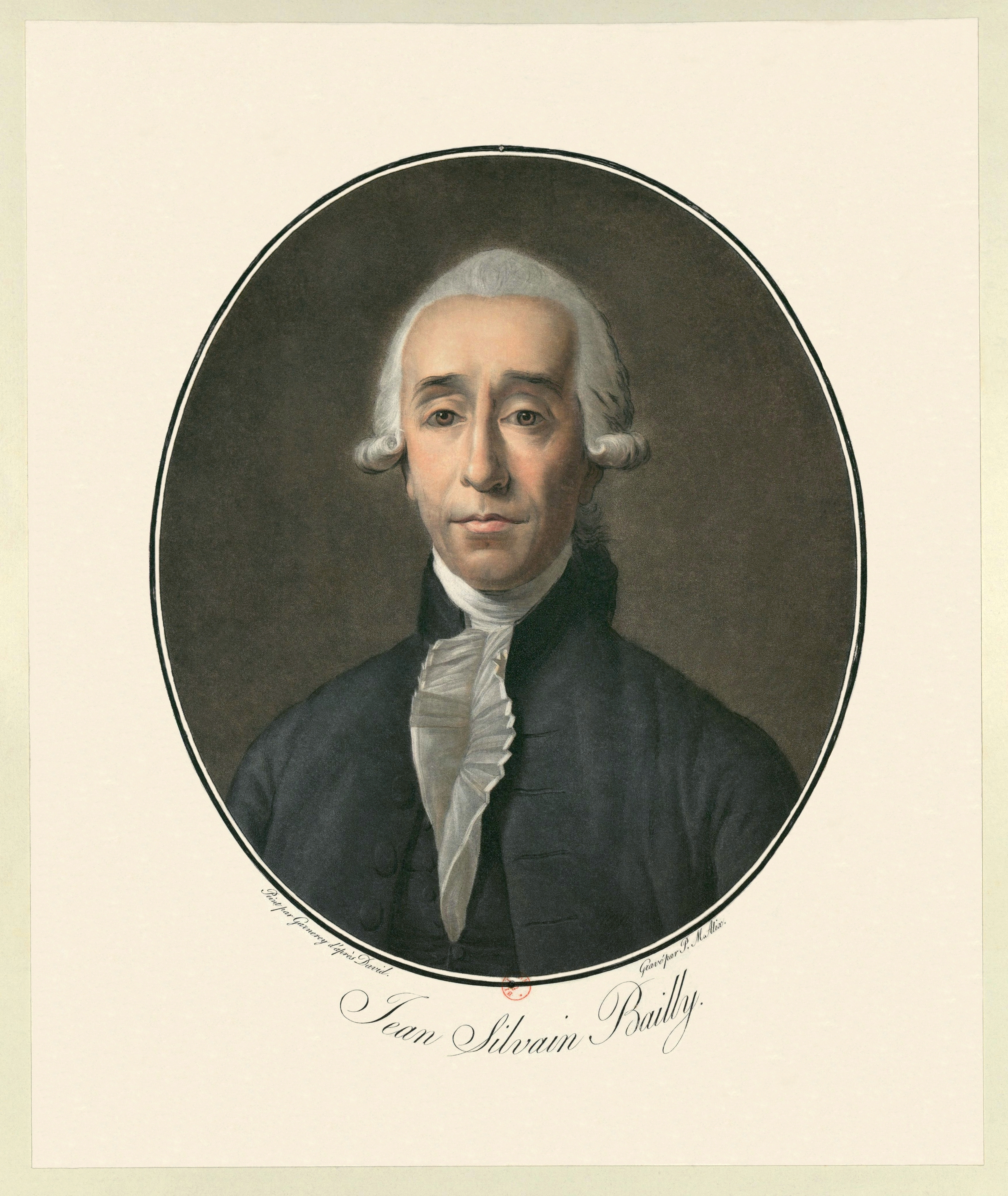
Jean Sylvain Bailly

Formatosi come astronomo sotto la guida di Nicolas-Louis de Lacaille e Alexis Clairaut, Jean Sylvain Bailly fu autore anche di importanti studi sui satelliti di Giove, tra cui l'Essai sur la théorie des satellites de Jupiter. Bailly sviluppò, forse grazie anche all'influenza di Lacaille, un forte interesse verso la storia dell'astronomia antica e moderna e incominciò a concentrare i suoi studi, soprattutto, sulla paleoastronomia. La sua ricerca delle antiche origini dell'astronomia, lo portarono via via sempre più lontano dai solidi e ben documentati fatti scientifici, avvicinandolo sempre di più nel regno della speculazione preistorica.
Bailly era affascinato dal mondo preistorico, dal mondo mitico, soprattutto dalla tradizione di Atlantide. Questa sua attività di ricerca parallela fu, molto probabilmente, ispirata dall'opera a nove volumi di Court de Gébelin, Monde primitif, che pretendeva di descrivere in maniera dettagliata ed enciclopedica un mondo antico, preistorico ma abitato da una civiltà sofisticata e tecnologicamente avanzata. Il progetto di de Gébelin si era anche legato al mondo semi-segreto della massoneria francese: molte delle caratteristiche e delle usanze che lui attribuiva all'antica civiltà descritta nella sua opera sembravano progettate più che altro per fornire una secolare e venerabile genealogia ai vari rituali massonici. Questa influenza massonica è un po' meno evidente nel caso di Bailly, anche se ci sono prove che testimoniano la sua presenza nella prestigiosa Loge des Neuf Sœurs, a cui erano appartenuti Benjamin Franklin, lo stesso de Gébelin, l'astronomo Jérôme Lalande, e anche (sebbene solo per qualche settimana prima di morire) Voltaire. La loggia in effetti univa vari rappresentanti dell'empirismo settecentesco e degli storici versati nella speculazione mitologica.

### Concezione storica di Bailly
Da Leibniz e da Voltaire Bailly aveva imparato una nuova filosofia della storia. La storia non era più intesa come un mero oggetto di curiosità né come la cronaca di fatti superficiali, ma come fonte profonda di conoscenza e comprensione. Così come era d'accordo con i philosophes nei confronti dello scopo didattico dell'arte, Bailly era d'accordo con loro anche sullo scopo didattico della storia («historia magistra vitae» avrebbe detto Cicerone) in quanto essa dava una duplice lezione, insegnando dei buoni precetti da seguire e mostrando anche dei cattivi esempi da non accogliere. Latente nella storia, secondo Bailly, c'erano le universali e durature verità che documentavano il progresso dell'uomo dal momento della sua creazione. Ma nel suo studio della storia, nella sua elaborazione di un percorso storico del progresso scientifico, Bailly voleva applicare la pietra di paragone della semplicità, il rasoio di Occam, cercando sempre quelle che lui definiva le spiegazioni più semplici o più generali, o almeno presunte tali. Tutto questo però nella consapevolezza che non tutto poteva essere «dimostrato come le verità matematiche»: non poteva dunque che applicare, in quelle che lui stesso riteneva solo delle ipotesi, la categoria della vraisemblance (la verosimiglianza), imparata dall'esempio di Leibniz, che lui unì al rasoio di Occam. In fin dei conti, da scienziato qual era, Bailly finisce infatti per assimilare la categoria della vraisemblance, il principio di verosimiglianza, al rasoio di Occam. Verosimile diventa, per Bailly, la spiegazione più semplice e generale, coerentemente al principio scientifico, non scritto, del rasoio di Occam che lui applica a qualunque categoria della conoscenza, dalle indagini nei confronti del mesmerismo fino alla storia e alla filologia.

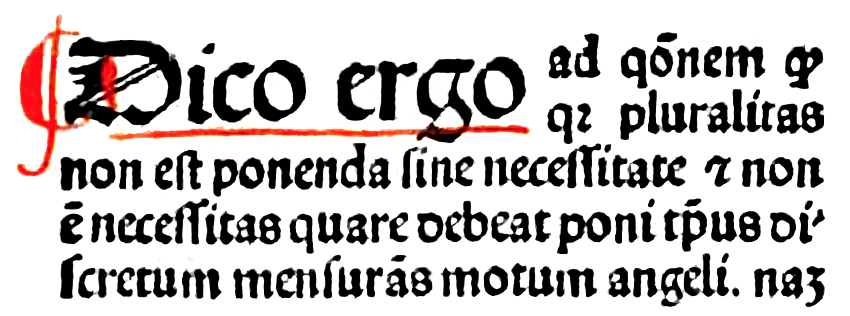
Il rasoio di Occam in una pagina di Ordinatio di Duns Scoto: «Pluralitas non est ponenda sine necessitate» (in italiano: «Non considerare la pluralità se non è necessario»).

Questo tentativo, da sempre naturale nell'uomo secondo Bailly, di «far dipendere verità diverse da una sola verità», questa reductio omnia ad unum di matrice leibniziana, si traduce, nella sua sistematizzazione del pensiero e della storia, nell'applicazione costante del rasoio di Occam, che ordina e generalizza, tenta in ultimo fine di ridurre ogni ambito di conoscenza ad una legge naturale, e tra questi anche la storia. Si potrebbe dire che l'obiettivo di Bailly fosse quello di «newtonianizzare della storia», dimostrando che i processi storici avevano seguito un percorso naturale e che, con l'astronomia, si poteva dimostrare l'armonizzazione delle vicende umane con la natura nel suo complesso. In definitiva che la storia ha una precisa via da seguire, e che segue da sempre una legge prestabilita, che la porterà al progresso. L'obiettivo era quello di trovare delle "ipotesi storiche" quanto più verosimili possibili, ovvero quanto più semplici e generali, almeno a suo giudizio. Eppure questo suo desiderio di applicare il rasoio di Occam ovunque, ovvero il suo desiderio di semplificare, conciliare e generalizzare fu la principale debolezza del suo lavoro, e applicando costantemente questo metodo in categorie di conoscenza dove esso era, fondamentalmente, di difficile applicazione (se non, addirittura, inapplicabile) lo portò a fare delle conclusioni quantomai azzardate. Applicandolo infatti alla storia antica, ad esempio, Bailly dedusse l'esistenza di un'atavica filosofia «saggia e sublime» e di un elevato stato di civiltà proprio all'inizio della storia, l'esistenza di un antichissimo popolo civilizzato e scientificamente progredito. Questa nozione, in definitiva, era in contrasto con l'idea stessa di progresso storico che lo stesso Bailly vagheggiava. L'idea di progresso di Bailly allora si sublimava nella possibilità di un ritorno all'età dell'oro, un'epoca di conoscenza e ordine (il cosiddetto grand ordre) che lui vide arrivare attraverso la Rivoluzione francese, anche se in seguito capì, sulla sua stessa pelle, di essere in torto.
Come nel campo degli studi astronomici precedenti, quindi, Bailly ricercava sempre la spiegazione più semplice e quella che avrebbe coperto più prove storiche possibili (applicando in pratica il rasoio di Occam). Questo era dunque sia un procedimento di generalizzazione che di semplificazione, anche eccessivo in alcuni casi. A questo punto nello sviluppo del suo pensiero, a Bailly arrivò l'influenza di Court de Gébelin che in generale stava procedendo nella stessa direzione. Per alcuni anni i due lavorarono separatamente, ma lungo linee parallele, sull'interpretazione storica del mito e dell'allegoria, alla ricerca di una chiave di lettura sicura per accedere al passato. La storia di Bailly, come quella di Court de Gébelin, voleva essere la storia dell'umanità, delle leggi universali più che quella meramente cronologica o degli specifici eventi. Bailly scrisse infatti nell'Elogio di Molière: «La ricerca delle conoscenze degli antichi è il primo passo di un popolo che marcia verso la luce». Questa è un'indicazione di quanto presto, nella sua formazione, questo concetto si stesse formando nella sua mente. Secondo lo storico Burrows Smith, biografo di Bailly: «il suo rispetto per l'antichità era esagerato, ed egli fu frequentemente deluso da quella convinzione [che lui aveva e] secondo cui l'uomo primitivo aveva raggiunto uno stato di conoscenza pari o superiore a quella dell'uomo moderno». La sua fede professata verso il progresso si qualificava quindi attraverso il sospetto che il progresso consistesse nel ri-raggiungimento di un livello già raggiunto nel remoto passato. L'idea di progresso di Bailly allora si sublimava nella possibilità di un ritorno all'età dell'oro, un'epoca di conoscenza e ordine (il cosiddetto grand ordre) che lui vide arrivare attraverso la Rivoluzione francese, anche se in seguito capì, sulla sua stessa pelle, di essere in torto.

## Antologia storico-scientifica di Bailly
Fu sotto una duplice egida di scienza e speculazione mitologica che Bailly decise di abbandonare quasi definitivamente l'osservazione astronomica al fine di concentrarsi sugli studi di storia e di mitologia per scavare a fondo alle radici mitiche degli inizi della scienza, del progresso tecnologico e anche delle conoscenze astronomiche. Il suo primo lavoro di questo tipo, vagamente ispirato all'Essai sur les mœurs et l'esprit des nations di Voltaire, fu l'Histoire de l'astronomie ancienne, depuis son origine jusqu'à l'établissement de l'école d'Alexandrie del 1775. Un altro libro, simile, fu anche l'Histoire de l'astronomie moderne, depuis la fondation de l'école d'Alexandrie jusqu'àl'époque de 1730, apparso invece in due volumi nel 1779. Questi due libri assieme all'Histoire de l'astronomie moderne, jusqu' à l'époque de 1782 e al Traité de l'astronomie indienne et orientale apparsi rispettivamente nel 1782 e nel 1787 formano un'imponente tetralogia sulla storia dell'astronomia, nella quale Bailly formula la tesi storico-leggendaria per il quale sarebbe stato famoso: pre-datando alcuni casi e studi astronomici documentati dalle civiltà del passato, sostenne l'ipotesi che dovesse esistere una civiltà preesistente, "antidiluviana", che prima delle altre aveva eccelso in campo astronomico. Solo l'esistenza di questa civiltà precedente avrebbe infatti potuto spiegare come mai gli indiani, i caldei, i persiani e addirittura i cinesi avevano potuto sviluppare conoscenze e pratiche astronomiche intorno allo stesso periodo (3000 a.C.).
Tra le altre opere d'interesse pubblicate da Bailly negli stessi anni troviamo le Lettres sur l'origine des sciences e le Lettres sur l'Atlantide de Platon, due raccolte epistolari della corrispondenza che egli aveva tenuto con Voltaire, in cui trova nuove altre prove per confermare le sue tesi storiche.
Un'ulteriore opera di interesse storico-mitico, l'Essai sur les fables et sur leur histoire (scritto tra il 1781 e il 1782 ma pubblicato postumo) invece mostra dei cambiamenti di un Bailly che, ormai più maturo e consapevole delle prove a sua disposizione, incomincia di conseguenza a mitigare le sue posizioni (continuando su questa scia anche nel Traité de l'astronomie indienne et orientale).

### Storia dell'astronomia antica

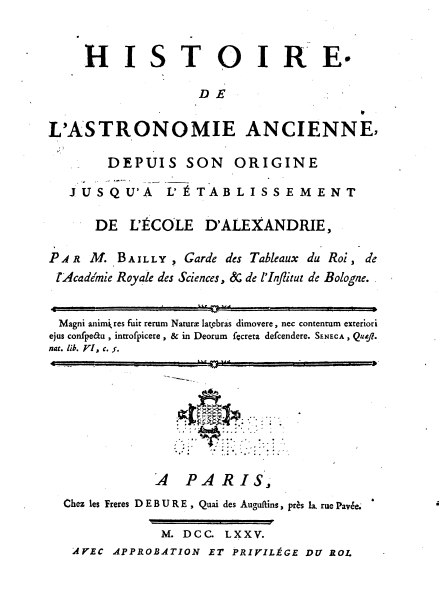
Frontespizio dell'Histoire de l'astronomie ancienne.

L'Histoire de l'astronomie ancienne di Bailly è la prima opera in cui Bailly incomincia la sua disquisizione storica. Essa includeva una discussione sulle tavole astronomiche indiane presumibilmente risalenti al 3102 a.C. (una data provocatoriamente antidiluviana); Bailly arrivò a sospettare che le vere origini della scienza e della civiltà dovessero essere poste più a nord. Constatò i suoi sospetti per la prima volta nell'Histoire de l’astronomie ancienne (1775), dove, notando che queste accuratissime osservazioni convivevano con grandi errori e con numerose superstizioni all'interno degli annali di questi popoli antiche, il che gli suggeriva che queste osservazioni fossero state semplicemente copiate dalle scoperte di una più avanzata e più antica civiltà che però la storia aveva dimenticato.
Bailly riportò anche che entrambi Tolomeo e Zoroastro, avevano scritto che la durata del giorno nel solstizio d'estate fosse due volte più lunga di quella del solstizio d'inverno, un'osservazione che in realtà era sbagliata per le latitudini della Grecia e del Medio Oriente, ma corretta al 49º parallelo Nord, cioè ben più a settentrione, dove la lunghezza del giorno variava dalle sedici ore di giugno alle solo otto ore di dicembre.
L'Histoire de l'astronomie ancienne di Bailly combina il diffusionismo radicale dell'Essai sur les mœurs di Voltaire con il classico tropo translatio de studii et imperii, ben presto diventata un segno distintivo della storiografia romantica. «Lo scettro della scienza deve essere stato tramandato da un popolo all'altro» dichiara definitivamente Bailly nell'Histoire, prefigurando una metafora che successivamente sarebbe passata ai posteri nella filosofia storica di Hegel: «I loro lumi, nati in Oriente, come quelli del sole, sono avanzati, come quelli di questo astro, verso Occidente, e in una lenta rivoluzione, sembra che debbano fare il giro del mondo».
All'alba delle realizzazioni umane, tuttavia, Bailly, in questo testo (come nei successivi), non vi percepisce l'India, e guarda piuttosto ad Atlantide, anche se (per adesso) soprattutto a livello simbolico: «Esaminando i diversi ceppi del genere umano, vediamo che gli Atlantidei sono i principali e i più antichi». Bailly suggerì che la culla atlantidea della civiltà poteva trovarsi nei dintorni di Selinginskoi, in Siberia, dove alcune scoperte archeologiche sembravano confermare i suoi sospetti della presenza di tale popolo progenitore nordico.

### Lettere sull'origine delle scienze

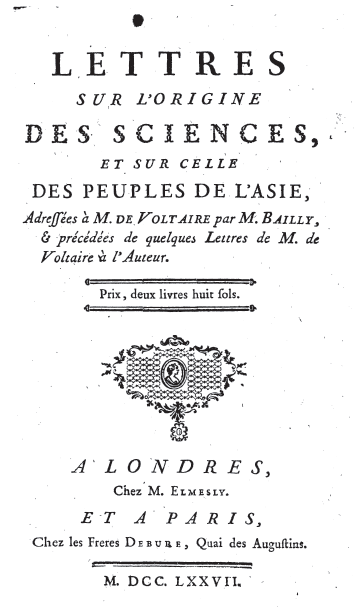
Frontespizio delle Lettres sur l'origine des sciences.

Uno dei primi destinatari del lavoro di Bailly, quando questi era ancora in fase di definizione, fu Voltaire stesso, che riconobbe la plausibilità delle sue tesi con una lettera incoraggiante (anche se leggermente sarcastica), che Bailly pubblicò assieme alla loro conseguente corrispondenza epistolare nella prefazione del libro del 1777, Lettres sur l'origine des sciences, et sur celle des Peuples de l'Asie, destinato proprio a Voltaire. In questo testo, Bailly cercò di confutare la convinzione di Voltaire sul fatto che i brahmani fossero il più antico popolo del mondo e che, come Voltaire sosteneva, c'era ancora un grande paese, vicino a Benares, dove l'età dell'oro di Atlantide continuava ad esistere (Voltaire aveva sviluppato questa idea nella sua breve storia La princesse de Babylone). L'interesse di Voltaire verso l'India in effetti era cresciuto durante i decenni finali della sua vita, in quanto, gli appariva come il luogo più plausibile in cui trasportare l'Eden biblico, inteso come culla della civiltà.
Secondo lo storico Harvey, «sebbene colpito dalla storia dell'astronomia di Bailly, Voltaire era ben poco convinto dalla sua pretesa delle origini nordiche della scienza». Dichiarando di essere «convinto che ogni cosa sia giunta a noi dalle sponde del Gange» Voltaire rispose che i Brahmani «dimorando in un clima incantevole e al quale la natura aveva donato tutti i suoi doni, dovevano, mi sembra, avere più tempo libero per contemplare le stelle rispetto ai Tartari e agli Uzbeki» facendo riferimento ai territori, quelli della Scizia e del Caucaso, che secondo Bailly avevano ospitato quella sconosciuta civiltà avanzata di cui parlava. Al contrario, sosteneva che «la Scizia non ha mai prodotto nulla, se non le tigri, capaci solo di divorare i nostri agnelli» e chiese ironicamente a Bailly: «È credibile che queste tigri siano partite dalle loro terre selvagge con quadranti e astrolabi?». Lo storico Rolando Minuti ha notato che le «metafore zoomorfe» erano centrali nella rappresentazione di Voltaire dei popoli "barbari" del Asia centrale, e gli servivano, all'interno della sua macro-narrativa sull'origine della civiltà, per giustapporre la natura distruttiva e animalesca dei popoli nomadi con la coltivazione delle arti e delle scienze dalla civiltà urbane, dipingendo le prime come «le antagoniste storiche della civilizzazione».
Conseguentemente, sebbene Voltaire abbia lodato come «ingegnosa e probabile» l'asserzione di Bailly che la differenza nella durata del giorno tra l'estate e l'inverno possa aver ispirato le prime osservazioni astronomiche, suggerì però, ribaltando le prove di Bailly a suo favore, che questo contrasto sarebbe potuto essere sufficientemente visibile nel lontano nord dell'India, al 36º parallelo.
Voltaire osservava che i Greci accreditavano l'India come fonte di saggezza antica, e chiese a Bailly: «Qualcuno ha mai conosciuto un filosofo greco che abbia cercato le scienze nella terra di Gog e Magog?». E pur riconoscendo che i Brahmani dell'India contemporanea non sembravano essere all'altezza della loro antica reputazione, Voltaire dice astutamente a Bailly: «Considera, ti prego, che non c'è più né un Platone ad Atene né un Cicerone a Roma». Ciononostante, Voltaire è stato gentile e generoso con Bailly, gratificando il suo libro come un «capolavoro della scienza e del genio».

### Lettere sull'Atlantide di Platone
Anche se intanto Voltaire era morto prima che potesse rispondergli dopo la pubblicazione, Bailly comunque pubblicò un ulteriore libro per difendere la sua tesi, le Lettres sur l'Atlantide de Platon et sur l'histoire de l'ancienne Asie (1779).

## La tendenza storico-mitica di Bailly
Bailly scrisse nella sua seconda lettera all'interno delle Lettres sur l'origine des sciences:
«Ho detto che nel considerare attentamente lo situazione dell'astronomia in Cina, in India e in Caldea, troviamo più dei detriti che elementi veri di una scienza. Se vedesse, Mons. [Voltaire] la casa di un contadino costruita da sassi mescolati a frammenti di colonne, in un bellissimo stile architetturale, non concludereste che questi erano i resti di un palazzo, costruito da un architetto più affidabile e antico degli abitanti di quella casa? I popoli dell'Asia, eredi di un popolo pre-esistente che aveva generato le scienze, o almeno l'astronomia, erano depositari e non inventori. Questo ritengo sia vero anche nei confronti degli Indiani; e mi sforzerò di dimostrarlo più dettagliatamente. Aggiungo che alcuni fatti astronomici possono essere sperimentati solo ad una latitudine considerevolmente elevata in Asia: e questo è perfettamente vero. Considerando che questi fatti sono estremamente antichi, ho pensato che potrebbero servire per individuare il paese di un popolo primitivo. Ho congetturato che le scienze, prima crescendo a queste alte latitudini, sono poi scese verso l'equatore, "illuminando" gli Indiani e Cinesi; e che, contrariamente all'opinione accettata, la luce viaggiò da Nord a Sud. Io ho fatto questa conclusione, non come una verità dimostrata, ma come un'opinione altamente probabile; e ho finito con una sorta di romanzo filosofico. La miglior parte delle favole antiche, considerate da un punto di vista fisico, sembrano appartenere alle regioni settentrionali del globo: si potrebbe pensare che la loro interpretazione unificata permetta di tracciare le successive fasi del genere umano e il loro percorso dal Polo verso l'Equatore, in cerca di calore, e giorni di lunghezza più uguale».
Bailly dichiarò in tutti i suoi primi testi - con più o meno prove - la sua ipotesi secondo cui le scienze, nate nelle latitudini nordiche, erano discese verso l'equatore per illuminare gli Indiani e Cinesi e che, «contro l'opinione prevalentemente accettata», la luce della conoscenza si mosse da Nord verso il Sud. Bailly riconobbe in effetti che la sua teoria andava contro l'opinione stabilita del suo tempo, anche scrivendo: «si è sempre creduto che la terra sia stata popolata e illuminata da Sud a Nord. [...] Era naturale infatti credere che i primi uomini avrebbero scelto la loro residenza nei climi più piacevoli; era naturale pensare che le scienze, e in particolare l'astronomia, fossero nate in questi climi piacevoli sotto la serenità delle loro notti». Tuttavia, Bailly sostenne che, al contrario, era più probabile che gli uomini fossero venuti dalle zone fredde per stabilirsi in climi caldi piuttosto che il contrario, rilevando - con ironia - che: «Non oserei mai proporre alla gente della Provenza di andare a prendere residenza a Pietroburgo». Bailly insistette per individuare e localizzare questa prima civiltà nordica, in cui lui vedeva la rappresentazione di Atlantide, nella mitica terra di Iperborea, la cui capitale era Thule, presso l'isola di Spitzbergen. Questa terra doveva essere quella che aveva ospitato l'età dell'oro di cui poeti e storici antichi, come Erodoto o Esiodo, avevano narrato.
In effetti Bailly, per sostenere le sue tesi, si accodò alle ipotesi paleoclimatiche propugnate da Buffon e Jean Jacques Dortous de Mairan secondo cui i graduali cambiamenti del clima globale avrebbero dato luogo alla migrazione, verso il sud, di questo popolo primordiale dalla sua antica dimora settentrionale. In più solo questo sito settentrionale avrebbe potuto spiegare i costanti ritornelli mitologici e le usanze comuni a tutte le tradizioni religiose delle civiltà antiche: spiegabili perché in realtà tutte le civiltà deriverebbero dall'unico ceppo comune atlantideo. Da questo luogo infatti, gli Atlantidei migrati a Sud, si stabilirono in India, per poi trasferirsi ad Ovest, oltrepassando e colonizzando dopo l'India, anche l'Egitto, la Grecia, per arrivare, infine, in Europa. Prefigurando Hegel, Bailly affermò che: «lo scettro della scienza deve essere stato tramandato da un popolo all'altro». Il movimento di queste conoscenze scientifiche però, diversamente da come Hegel riterrà, non era avvenuto da est a ovest, ma, per Bailly, da nord a sud.
Secondo Bailly, perciò, le popolazioni dell'Asia non erano state che eredi delle conoscenze di questo popolo antlantideo settentrionale, che aveva già sviluppato un'astronomia molto precisa. I cinesi e gli indiani, tanto rinomati per il loro apprendimento scientifico, non sarebbero stati per lui che semplici depositari.
È certamente significativo notare che se la prima menzione di Bailly di un popolo primordiale perduto, fatta nel capitolo intitolato "De l’astronomie antediluvienne" nell'Histoire de l’astronomie ancienne (che invocava il diluvio biblico come la cesura tra la preistoria e la storia), invece nelle Lettres sur l’Atlantide de Platon, scritte solo quattro anni dopo, egli aveva ormai completamente sostituito la storia e la cronologia sacra con una spiegazione puramente secolare e derivata dalla scienza naturale contemporanea.

### L'ispirazione verso Rudbeck

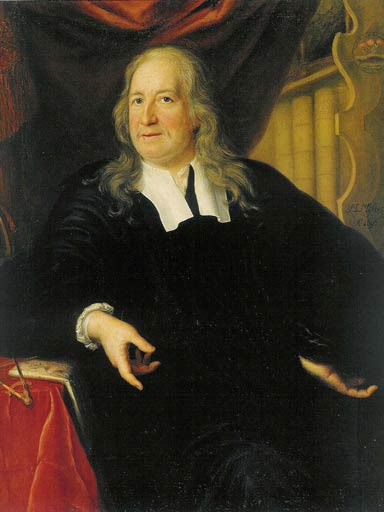
Ritratto di Olaus Rudbeck, dipinto nel 1696 da Martin Mijtens.

Sebbene le teorie di Bailly appaiono fantasiose, egli non fu il primo scrittore europeo a suggerire che l'Atlantide di cui parlavano gli antichi si trovasse nel lontano nord. Un secolo prima infatti, lo svedese Olaus Rudbeck, professore di medicina presso l'Università di Uppsala, era diventato ossessionato dalla teoria secondo cui Atlantide si trovasse in realtà la Svezia, e che le leggende greche sugli Iperborei, similarmente, si riferissero al suo paese natale. Durante gli ultimi anni della sua vita, Rudbeck si dedicò ad avanzare la sua teoria in un lavoro in più volumi, scritto in latino e in svedese, Atlantica (pubblicato nel 1679), che lo storico Gunnar Eriksson ha descritto come «un lavoro storico di estremo patriottismo», fatto di «mitologia classica, poetica dell'Edda, e infinite etimologie vertiginose». Forse ipersensibile alle opinioni degli studiosi di latino europei che consideravano la Scandinavia una terra di barbari, solo recentemente cristianizzata e civilizzata, Rudbeck tentò in ogni modo di dimostrare che la Svezia era, al contrario, l'originale primavera della cultura occidentale, da cui le arti e le scienze in seguito discesero verso il sud, arrivando ai Greci, ai Fenici, e agli altri popoli antichi. Anche se, come nota David King, «dal primo Settecento Atlantica era caduto nel regno della parodia e il nome di Rudbeck stava diventando sinonimo di [...] di "teorizzazione selvaggia"» la nozione di un'Atlantide settentrionale era comunque ormai presente nel discorso storico europeo, ed era già disponibile a Bailly, che si sforzò di dimostrare che le arti e le scienze si erano prima sviluppate nei pressi del circolo polare artico.
L'interpretazione di Rudbeck appartiene dunque alla tradizione classica della "mitologia politicizzata" che andava da Virgilio a Pierre de Ronsard: nella sua analisi, il mito di Atlantide serviva più che altro a glorificare la Svezia e ad autorizzare le sue pretese imperialistiche. Nel caso di Bailly, secondo lo storico Edelstein, «non ci fu invece nessun beneficiario immediato della sua interpretazione: almeno superficialmente, il suo studio riguardava la storia universale, non una mitopoiesi politica». Ad un'analisi più attenta, tuttavia, secondo Edelstein: «l'importo politico del lavoro di Bailly è forse ancora più potente della propaganda di Rudbeck. A differenza dello svedese, infatti, Bailly dissociò Atlantide dagli Atlantidei, dissociò il luogo dal popolo». Atlantide grazie a Bailly diventò un indicatore culturale di superiorità e originalità che poteva essere "affittato" a qualunque luogo geografico e a qualunque popolo con cui gli Atlantidei, migrando, sarebbero potuti entrare in contatto.

### L'ispirazione verso Court de Gébelin

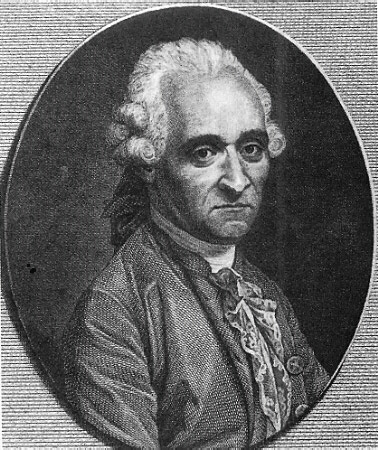
Antoine Court de Gébelin

Bailly scriveva anche sulla scia di una rivoluzione scientifica nella mitografia, causata dai nove volumi di Antoine Court de Gébelin, Monde Primitif (1773-1782). Questa gigantesca impresa, una sorta di Encyclopédie per il mondo antico (come la studiosa Anne-Marie Mercier-Faivre ha suggerito), è stato uno dei primi trattati settecenteschi a concedere ai miti un considerevole valore culturale, arrivando fino al punto di definire la mitologia come un «Discours sacré» (ovvero un "discorso sacro"). Quando dei philosophes come Pierre Bayle e Bernard le Bovier de Fontenelle avevano denigrato i miti come il prodotto di menti pre-logiche spaventate, Gébelin rivalutò le antiche società interpretando le loro divinità secondo un nuovo codice ermeneutico: l'astronomia. Questa ipotesi non era poi così del tutto nuova, essendo già stata suggerita da Macrobio nel primo libro dei Saturnalia, e riportata in voga da Noël-Antoine Pluche, nella sua Histoire du ciel où l'on recherche l'origine de l'idolâtrie et les méprises de la philosophie del 1740. Nel caso di Gébelin, tuttavia, considerando la sua appartenenza alla massoneria, è più probabile che l'idea sia derivata dal suo uso, massonico, dei simboli solari e lunari (attuato, ad esempio, anche ne Il flauto magico di Mozart). Gébelin sostenne che, alla base dei molteplici rami della mitologia, c'erano infatti gli originali simboli sacri del sole e della luna e in generale che dietro di essa si celasse l'astronomia.
Con il passare del tempo, questi e altri simboli cosmici (costellazioni, pianeti, comete) furono personificati e i loro referenti originali furono dimenticati, lasciando i miti come storie modificate di una religione sublime perduta. La conoscenza del codice vero della mitologia, tuttavia, avrebbe permesso ai futuri mitografi di ricostruire questa religione e di scoprire il "discorso sacro" che si celava nei miti. Precedendo la natura diadica delle tesi di Gébelin, Bailly (così come Charles Dupuis dopo di lui) si concentrò principalmente sui simboli solari nella sua lettura della mitologia, anche se pose attenzione anche su molte delle stesse figure mitiche, in particolare su Ercole quando scrive: «non c'è dubbio che Ercole sia l'emblema del Sole».

### Il determinismo geografico
Il rifiuto di Bailly all'ipotesi di Voltaire, ovvero all'ipotesi secondo cui l'Asia meridionale e orientale fosse il luogo di nascita della civiltà, rifletteva un'idea prevalente durante l'Illuminismo, quella del determinismo geografico. Secondo questa tesi, almeno parzialmente teorizzata da Montesquieu e ripresa da Bailly, esiste un rapporto di causalità tra il clima e le forme di governo, tra il clima e il progresso delle arti e delle scienze.

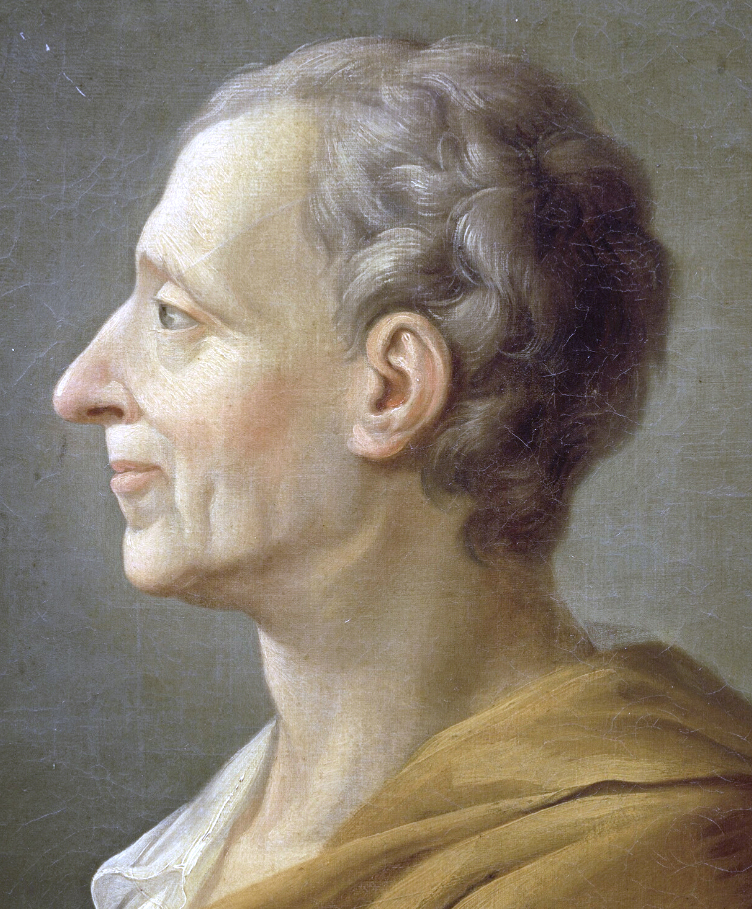
Montesquieu

Nell’Esprit des lois, ad esempio, Montesquieu sosteneva che: «la codardia dei popoli che abitavano i climi caldi li ha quasi sempre resi schiavi e il coraggio dei popoli climi freddi li ha invece tenuti liberi» e rese popolare la teoria, articolata già dagli antichi greci, secondo cui l'estremità torrida e quella polare impedivano lo sviluppo fisico e intellettuale dell'uomo, mentre la zona temperata aveva permesso all'umanità che vi abitava di raggiungere la piena fruizione intellettuale. In qualche modo dunque, il clima e le condizioni esterne, dovevano influenzare - secondo i teorici del determinismo geografico - la forma mentis e il comportamento delle persone che vi abitavano e, in larga scala, anche la struttura delle loro società.
Questi sentimenti sono stati ampiamente ripresi dall'insigne naturalista Buffon, protettore di Bailly, la cui Histoire naturelle sottolineava la superiorità degli abitanti della zona temperata rispetto ai popoli nordici e a quelli dei tropici, dichiarando sui primi che «è in questo clima che si dovrebbe formare un'idea del vero colore naturale dell'uomo» dal quale poi le altre "varietà" umane erano degenerate.
E mente Montesquieu e Buffon sottolineavano la superiorità dell'ambiente temperato, loro e molti dei loro contemporanei incominciarono a rivalutare i relativi meriti dell'Oriente e dell'Occidente.

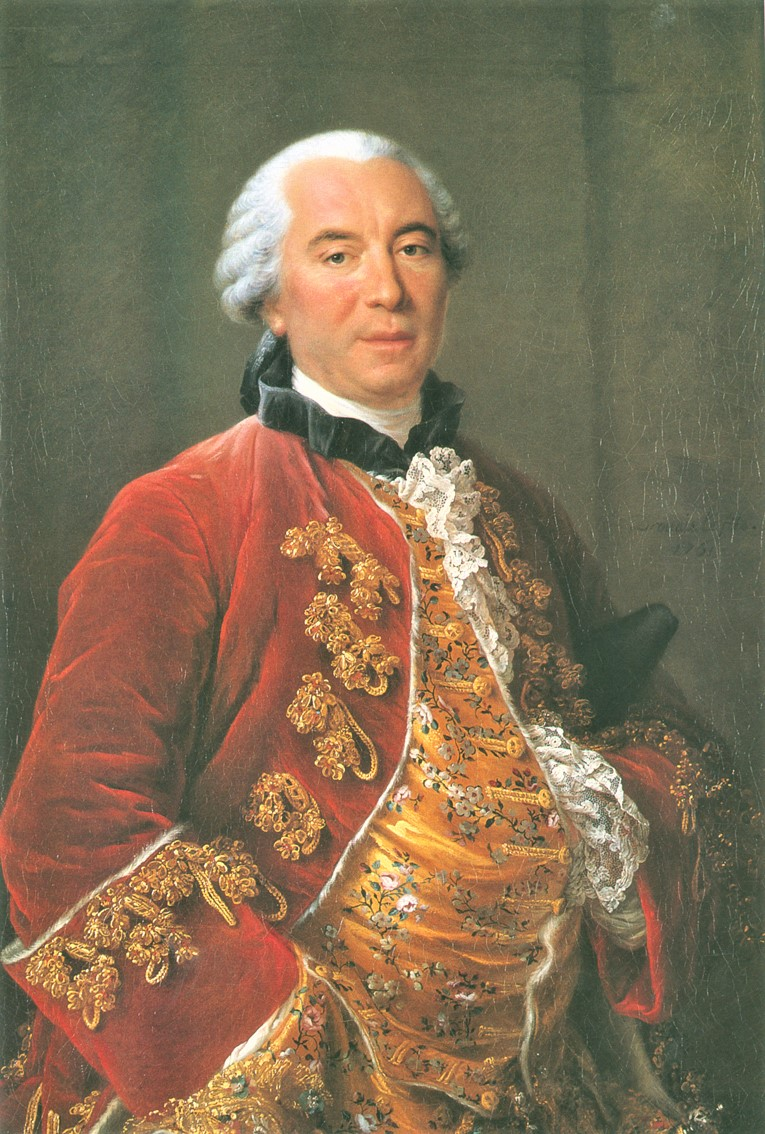
Georges-Louis Leclerc de Buffon

Nel XVII secolo e all'inizio del XVIII secolo, i missionari e gli studiosi gesuiti, molti viaggiatori colti, i philosophes illuministi, e in particolare lo stesso Voltaire, avevano celebrato l'antichità e la saggezza dell'Oriente, riflettendo in qualche modo l'ammirazione degli umanisti verso il passato classico e l'autorità che davano alla tradizione antica. Quando, tuttavia, le teorie stadiali del progresso storico misero le proprie radici nel tardo Illuminismo gli autori successivi incominciarono a sottolineare la "decadenza" orientale rispetto al suo glorioso passato e contrastavano le antiche, eppure apparentemente stagnanti, civiltà dell'Est con la più giovane, e anche più dinamica, civiltà Europea.
La forza di queste convinzioni era così forte che l'intero mondo accademico tendeva ad accettarle. Infatti, confrontando lo stato dell'astronomia in entrambe le società, in un Histoire de l’Académie des sciences, un documento ufficiale dell'Académie des sciences scritto nel 1759, si disse che «il genio dei Cinesi, per quanto ammirabile, è enormemente inferiore a quello degli Europei». Anche l'abate Mably, filosofo e politico francese, riprese questo contrasto tra il dinamismo occidentale e la stagnazione orientale, scrivendo «duemila anni fa i cinesi avevano la stessa quantità di conoscenza che hanno anche oggi». Parlando di Asia più in generale, Montesquieu, concordando, scrisse che: «la "pigrizia dello spirito" dei popoli orientali ha assicurato che le leggi, i costumi e le maniere [...] rimanessero oggi in Oriente identiche a come erano un migliaio di anni fa».
Bailly attinse a tale determinismo climatico per sostenere che la scienza dell'astronomia era emerso nel nord ed era poi, da lì, discesa verso il sud. Nell’Histoire de l’astronomie ancienne Bailly scrisse che: «Un clima temperato dà alla costituzione umana questa miscela felice di forza e di attività, necessaria per il progresso della conoscenza. Una volta che la scienza fu trapiantata nei paesi caldi, invece, è rimasta stazionaria. Gli uomini, [...] trovando indolenza e morbidezza in questi climi, hanno perso il loro genio. [...] Orgogliosi dei meriti dei propri antenati, gelosi dei "detriti" dei loro tesori, ma anche cullati e appesantiti dalla pigrizia, hanno conservato tutto ciò che sapevano senza produrre nulla».
In pieno accordo con il determinismo geografico illuminista, Bailly sostenne nelle Lettres sur l’origine des sciences che i popoli dell'India e della Cina, pur non essendo inferiori come uomini rispetto agli Europei, mancavano però dello «spirito d'inventiva» ed erano «senza energia o movimento», necessari per il progresso scientifico, ma non per loro colpa, quanto come necessaria conseguenza dell'ambiente climatico in cui vivevano che li aveva plasmati in questo modo.
Citando il gesuita studioso Parrenin sul conservatorismo degli astronomi di corte cinesi, che percepivano tutte le novità come pericolose e minacciose, Bailly rimarcò che: «Se noi in Europa pensassimo come loro, non avremmo avuto Cartesio, Galileo, Cassini, o Newton». Bailly concluse che i Cinesi «non hanno mai avuto il vero spirito delle scienze e, dicendolo senza mezzi termini, manca loro del genio». Similmente, Bailly mise in contrapposizione la presunta "decadenza" dell'India attuale, con il suo glorioso passato, scrivendo «Vedo ovunque in mezzo a loro una filosofia degenerata, precetti dei quali hanno perso il significato, verità fisiche coperte con uno stile figurativo che dà loro un carattere fiabesco».
Le fonti missionarie gesuite su cui sia Voltaire che Bailly si basavano per avere informazioni sull'antica India rafforzarono ulteriormente questa narrativa di un glorioso passato e di un presente decadente. Il filosofo e storico indiano Dhruv Raina ha osservato che i trattati dei gesuiti sull'India affermavano che "l'idolatria Indù" non era altro che una discendente degenerata della puro e originale religione naturale del genere umano, emersa in seguito alla dispersione dei popoli dopo la distruzione della torre di Babele, un'interpretazione progettata per supportare il dogma della monogenesi e l'universalità del monoteismo primordiale.
Allo stesso modo, gli autori gesuiti, come padre Gaston-Laurent Cœurdoux, fecero risalire la migrazione dei primi Brahmani in India da nord, collegandoli implicitamente a un'origine biblica. Facendo eco a tali argomentazioni, ispirate teologicamente, in un registro laico, Bailly sostenne che «gli indiani fossero estranei a se stessi» individuando il fatto «che i brahmani non sono indiani». Essi, secondo lui, lo riconoscevano, e dicevano che i brahmani sono arrivati dal nord. Questa è la tradizione e, contemporaneamente, la prova di una migrazione.

### Il collegamento con Atlantide
Bailly fa riferimento ad Atlantide, almeno come rappresentazione simbolica del suo popolo nordico, già nell′Histoire de l'astronomie ancienne. Riprende la sua tesi nelle Lettres sur l'origine des sciences, in cui postulava nuovamente l'esistenza di una civiltà primordiale perduta che aveva influenzato tutte le altre, senza però offrire nuove specifiche sul nome, sulla posizione, o sul destino di quella civiltà. Il suo secondo volume, le Lettres sur l'Atlantide de Platon, riprendendo e rafforzando le tesi dell′Histoire de l'astronomie ancienne, offrendo una spiegazione sorprendente e originale, che collegava la sua teoria della civiltà primordiale alla storia della crescita, dell'espansione e della distruzione di Atlantide come descritto nei dialoghi platonici del Timeo e del Crizia.

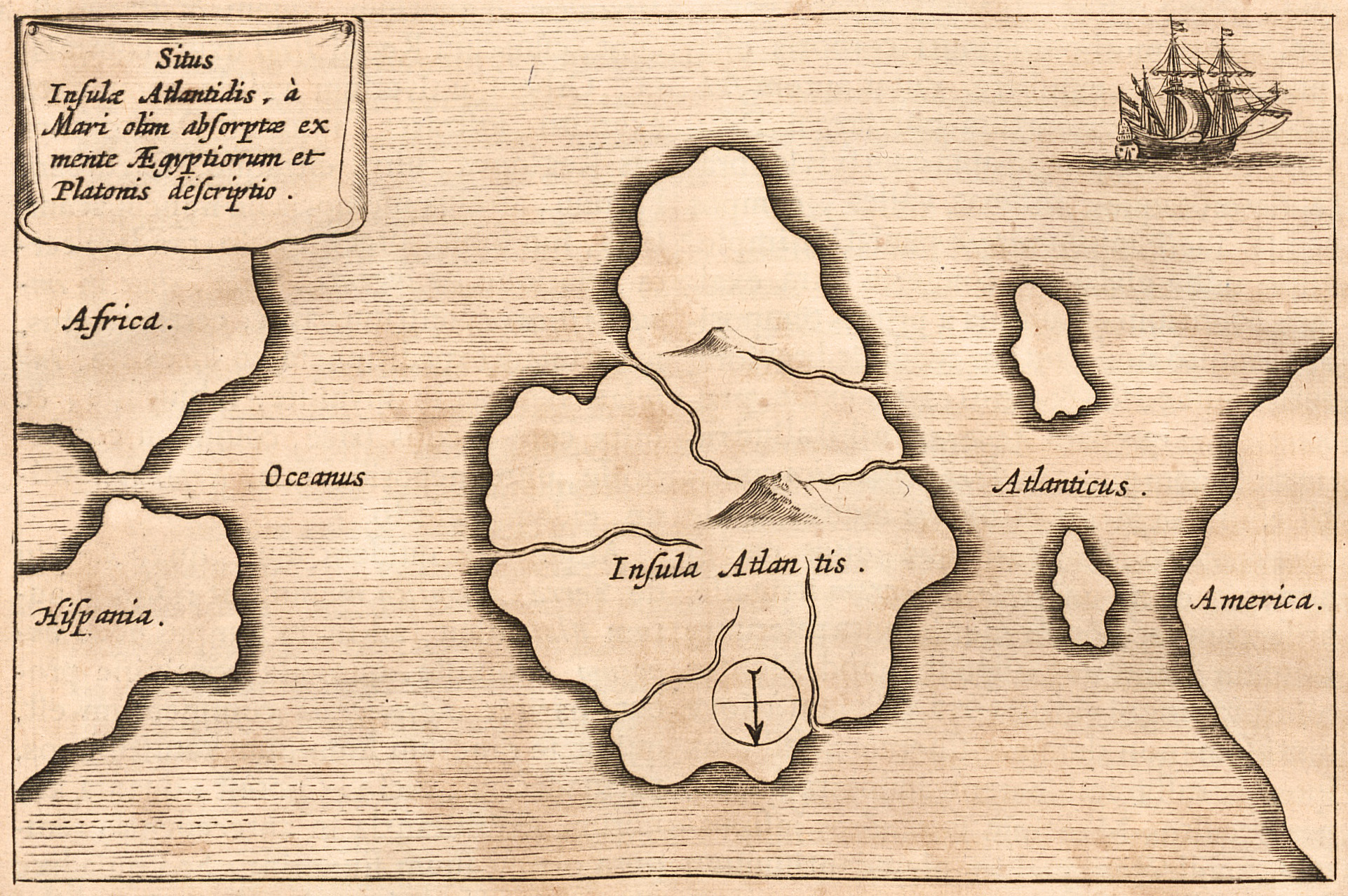
Mappa immaginaria di Atlantide dal Mundus Subterraneus di Athanasius Kircher, pubblicato ad Amsterdam nel 1665 (la mappa è orientata con il nord verso il basso).

La ricerca di Atlantide era da sempre uno dei temi più antichi della cultura occidentale, che beneficiava del prestigio della paternità di Platone e offriva oscure ma allettanti promesse di una saggezza perduta, di ricchezza, e possibili prove riguardanti la preistoria remota del genere umano.
Bailly, argutamente, anticipò l'obiezione che certamente gli avrebbero fatto: ovvero che Atlantide non fosse altro che una favola didattica, «frutto della fantasia geniale e morale di Platone». Allora, per suffragare la sua tesi, Bailly sostenne che «la maggior parte dei poemi presentati come storici, hanno dei soggetti presi dalla storia», citando l'Eneide di Virgilio come esempio. Di conseguenza, egli scrisse sull'Atlantide di Platone che «è evidente che qui la morale c'è ma è solo accessoria. Platone è uno storico che traccia una grande catastrofe e trae da essa una grande lezione».
Lo storico Pierre Vidal-Naquet ha osservato che il racconto di Platone sull'ascesa e sulla caduta di Atlantide si comprende molto bene come una critica all'imperialismo marittimo ateniese e al commercio dal punto di vista del repubblicanesimo austero che l'autore aveva già sostenuto nella Repubblica. Lyon Sprague de Camp concorda, notando che i contemporanei di Platone e i suoi immediati successori riconobbero la natura fittizia e didattica della storia di Atlantide, e che invece furono i neoplatonici alessandrini e poi, soprattutto, gli studiosi del Rinascimento che, riscoprendo le loro opere, per primi interpretarono Atlantide come un luogo reale.
L'interpretazione di Bailly della storia di Atlantide come fatto storico riflette un forte approccio evemeristico verso la mitologia classica. È stato storico Frank E. Manuel a definire un approccio "evemerista" (dal nome del filosofo tardoantico Evemero) come «l'idea che in origine gli dei avessero una loro esistenza sulla terra, che erano comuni esseri umani, e che i miti erano commemorazioni dei loro atti in questo mondo». Anthony Grafton ha osservato invece che «l'interpretazione evemeristica dei miti classici come rielaborazioni di eventi veri e propri» servì come «un coltellino svizzero interpretativo per legioni di interpreti pagani e cristiani», e che fu ampiamente utilizzato dagli autori classici stessi e dai loro eredi umanisti del Rinascimento.

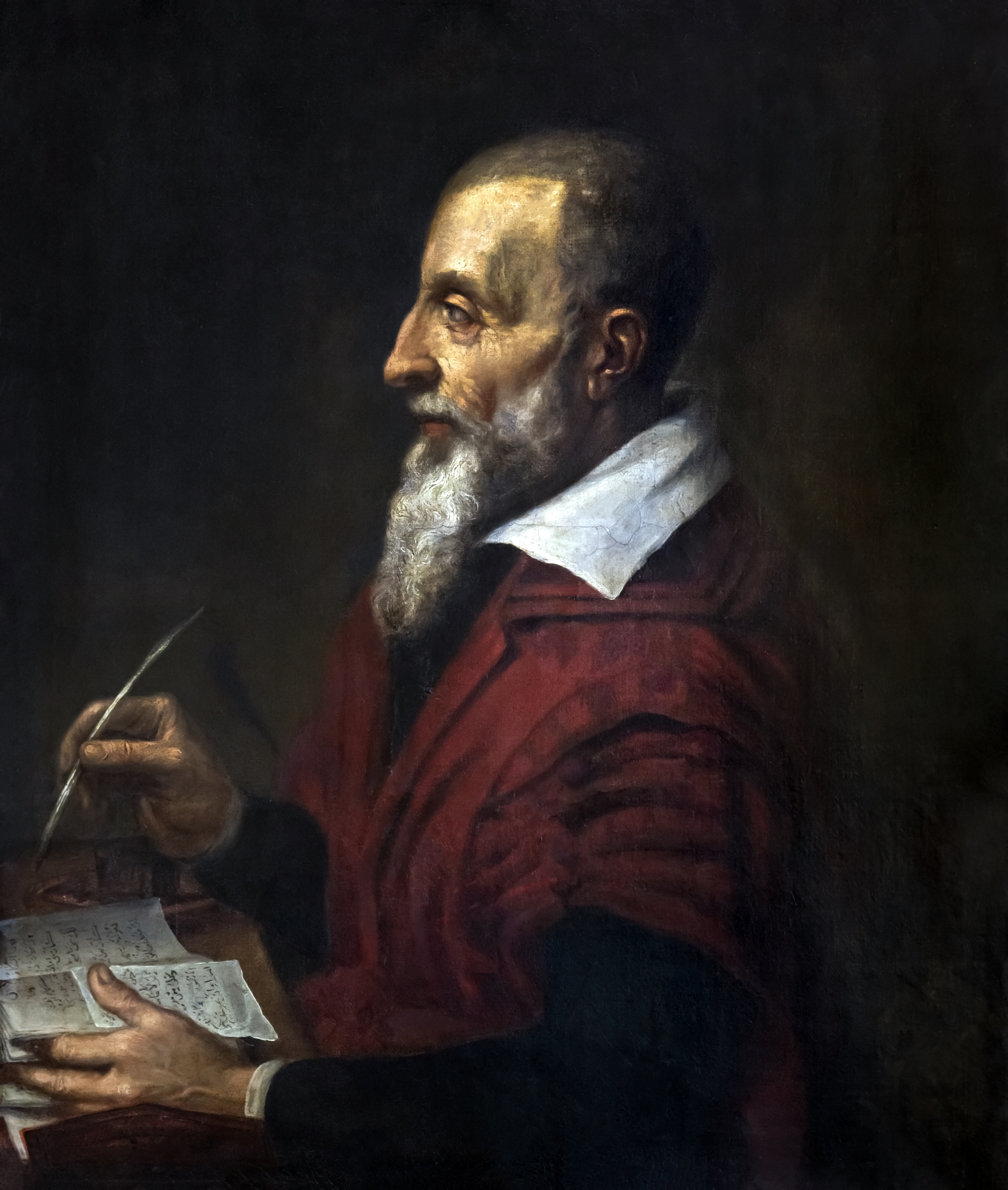
Joseph Scaliger

Molti studiosi della prima età moderna, come Joseph Scaliger, pioniere della cronologia comparata cinquecentesca, fece uso della mitologia classica per ricostruire la storia più antica dell'umanità, ritenendo, come scrive Grafton, «che i miti non erano storie velate di dottrine filosofiche, ma racconti confusi di eventi storici».
Di conseguenza, sebbene Nicolas Fréret, il più famoso storico classicista francese del primo Settecento, aveva concluso che Atlantide era un «romanzo filosofico» Bailly sosteneva che gli dei degli antichi Greci, Fenici, ed Egizi erano in realtà re ed eroi di Atlantide, rilevano inoltre che le leggende sui regni preistorici di giganti, semidei, fate e geni non potevano che rappresentare una sorta di memoria ancestrale della grandezza degli Atlantidei.
Bailly poi si rivolse a Diodoro Siculo, che presentava gli Atlantidei di Platone come il primo popolo della Terra, dicendo inoltre che questo popolo era stato unito insieme e civilizzato da Urano. Discutendo poi la successiva storia mitologica relativa alle guerre di successione tra gli dei e i Titani, fino alla sconfitta da parte di Giove del padre Saturno, Bailly ipotizzò che questa narrativa mitologica aveva in realtà radici nella reale storia dinastica di questa prima civiltà umana. Poi, ritenendo che con il passare del tempo e con la ovvia perdita di contatto diretto con gli Atlantidei le leggende delle loro grandi gesta si siano sempre di più "mitizzate", Bailly suggerì un ipotetico parallelo moderno: «Lei sa, signor Voltaire, tutto ciò che la verità e l'adulazione hanno detto del grande secolo di Luigi XIV. Immaginiamo una colonia di francesi, stabilitasi oggi in qualche paese lontano e senza comunicazione [con la Francia], che si mescola con gli abitanti nativi lì, narrando loro delle meraviglie di questo famoso regno, della magnificenza di Versailles, degli oceani uniti, delle acque che attraversavano le montagne per portare le barche, del re glorioso che domina l'Europa con la sua ascesa [...] se queste storie poi passassero di bocca in bocca e di generazione in generazione, non ci vorrebbe molto tempo a far diventare gli europei un popolo di giganti, e a farli apparire come esseri dalla natura potente, superiori a quella dell'uomo. Luigi XIV sarebbe stato il re di questi "geni", Caterina II invece sarebbe stata una fata che animava il Nord con una torcia accesa in mezzo al ghiaccio.»
Postulando l'ipotesi che Atlantide fosse un vero e proprio luogo, anche se ormai scomparso, Bailly ha poi cominciato a raccogliere gli indizi lasciati da Platone e dagli altri autori antichi sulla sua posizione, sostenendo che gli studiosi precedenti avevano commesso un errore cercandola in occidente, piuttosto che a nord. Bailly inoltre paragonò il mito greco di Prometeo – che era stato legato alle montagne del Caucaso per aver commesso il crimine di aver dato il fuoco agli uomini – al culto zoroastriano del fuoco sacro, sostenendo che le due storie riflettevano una comune origine nel freddo nord, dove il mantenimento di una fiamma eterna era essenziale per la conservazione della vita. Egli scrisse che «poiché il clima ci domina, gli uomini dimostrano con le loro abitudini le terre in cui sono nati» e sostenne, per questo motivo, che la venerazione del fuoco non poteva essere originaria delle terre calde del sud dove non aveva senso di esistere. Bailly scrisse inoltre che il sole, che «regnava come un despota» ai tropici, poteva essere un oggetto di venerazione solo per i popoli del nord, dove la sua scomparsa minacciava la distruzione della vita mentre il suo ritorno segnava il rinnovamento della speranza, e citò Apollo come una «divinità di queste terre fredde, un Dio straniero, successivamente adottato dai Greci».
Lo spostamento di Atlantide, fatto da Bailly, dall'Occidente e dal sud dell'Europa, verso l'Oriente e il nord, e l'attribuzione di un suo ruolo centrale per il Caucaso nella remota preistoria del genere umano, non erano comunque le riflessioni isolate di un pensatore solitario, ma riflettevano le assunzioni storiche, estetiche, e le ipotesi geografiche del suo tempo.

### Atlantide Iperborea

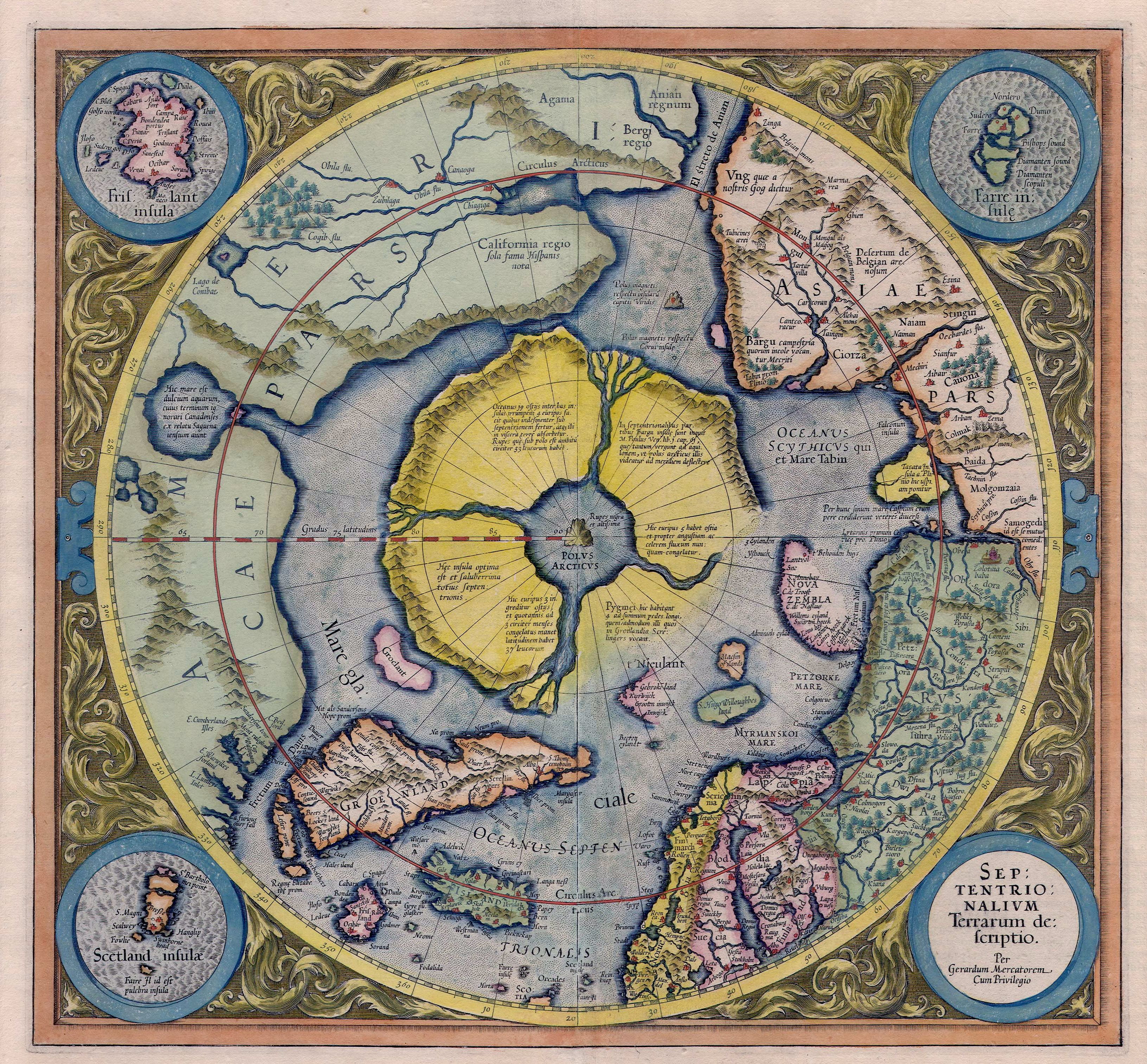
Continente artico sulla mappa di Gerardus Mercator del 1595.

Bailly era molto interessato all'importanza del Sole e di Apollo e discusse relativamente ai miti solari e a proposito del loro collegamento con gli Inferi: l'ultima delle dodici fatiche di Ercole (nella sequenza tradizionale) lo aveva portato sottoterra per catturare Cerbero che, proprio come Persefone, un'altra figura "solare", rimaneva negli Inferi per metà dell'anno. Questi episodi e altri, come Bailly ipotizzava, non potevano che simboleggiare la completa scomparsa del sole; gli inventori di tali miti dovevano quindi aver vissuto ad una latitudine tale per cui il sole periodicamente scompariva dal cielo. Respingendo le teorie precedenti sulla posizione di Atlantide, Bailly reputò di aver raggiunto la sorprendente conclusione che Atlantide si trovasse vicino al Polo Nord, all'incirca vicino all'arcipelago delle Novaja Zemlja e all'isola di Spitzbergen (anche perché Atlantide era un'isola).
Bailly procedette quindi identificando il popolo degli Atlantidei con quello degli Iperborei, popolo mitico - di cui parlava anche Erodoto - che viveva al di là (iper-) del vento del nord (Boreas). Poco si sapeva sul loro conto, tranne il fatto che adoravano Apollo, il Dio del sole. Naturalmente, come Bailly riconosceva, Iperborea ormai era inabitabile, ma in passato, quando invece il clima era diverso, e ai poli - secondo le teorie di Buffon e Mairan - faceva più caldo. L'Atlantide Iperborea diventava quindi un candidato ideale, agli occhi di Bailly, come civiltà originaria; questa civiltà, comunque troppo presto abbandonata a causa del raffreddamento terrestre, testimoniò, agli occhi di Bailly, la vera età dell'oro: «l'età d'oro, questo affascinante racconto, non è che il ricordo di una terra abbandonata, ma ancora cara».

### Bailly e il termine "caucasico"
L'invenzione del termine "caucasico" come categoria per descrivere i popoli dalla pelle chiara dell'Europa e dell'Asia occidentale si basava su teorie illuministe della diversità umana, così come su valori estetici neoclassici comuni per l'élite europea del XVIII secolo. Lo storico Bruce Baum ha notato che «gli antichi greci [...] vedevano la catena del Caucaso come il luogo della sofferenza di Prometeo» e come «la terra della Colchide» da cui Giasone e gli Argonauti salparono alla ricerca del vello d'oro. Baum ha osservato inoltre che «nell'Europa cristiana, la fonte più importante per le convinzioni sulle origini dell'umanità nel Caucaso è stata il racconto, allora prevalente, secondo cui Noè approdò lì dopo il diluvio».
Baum ha osservato anche che il primo autore a utilizzare il termine "caucasico" come categoria razziale fu il tedesco Christoph Meiners nel 1785, e che il termine entrò nel mainstream del discorso scientifico con la terza edizione della tesi di Johann Friedrich Blumenbach De generis humani varietate nativa liber ("Della naturale varietà dell'Umanità"), pubblicato nel 1795. Blumenbach spiegava la scelta del termine dichiarando che il Caucaso «produce la più bella razza di uomini [...] e perché [...] in quella regione, semmai, a quanto pare dovremmo poter posizionare con molta probabilità gli autoctoni del genere umano». Dati i fattori estetici, religiosi, storici e politici in gioco, la designazione del Caucaso come il luogo di nascita del genere umano è stata forse sovradeterminata.
A differenza dei suoi contemporanei tedeschi Meiners e Blumenbach, e questo va notato, Bailly non ha mai usato la parola "caucasico" come termine descrittore di una razza; per lui, inoltre, il Caucaso non era neanche la dimora originaria degli Atlantidei, ma la posizione da cui diffusero la civiltà agli antichi greci e agli altri popoli. Queste distinzioni sottili, tuttavia, furono facilmente trascurate proprio quando la nozione di "razza caucasica" a poco a poco metteva le proprie radici nell'immaginario europeo.

### La problematica del clima
La teoria di un Atlantide settentrionale di Bailly, tuttavia, sollevava più difficoltà di quante ne risolvesse. Infatti, riflettendo l'ipotesi aristotelica dell′aurea mediocritas (una giusta via di mezzo), la teoria illuministica del clima, come essa era stata sviluppata da Montesquieu e Buffon, presentava entrambi i climi, sia quello polare che quello equatoriale, come barriera allo sviluppo umano.
Nella sua risposta a Bailly, Voltaire espresse dubbi sul fatto che l'astronomia sarebbe potuta essere stata inventata in «un clima coperto di neve e gelate orribili», concludendo che «la terra con delle notti incantevoli è l'unica in cui l'astronomia sarebbe potuta essere nata». Il duro clima dell'Asia settentrionale rappresentava quindi una barriera concettuale per le teorie di Bailly che necessitava di essere spiegata.

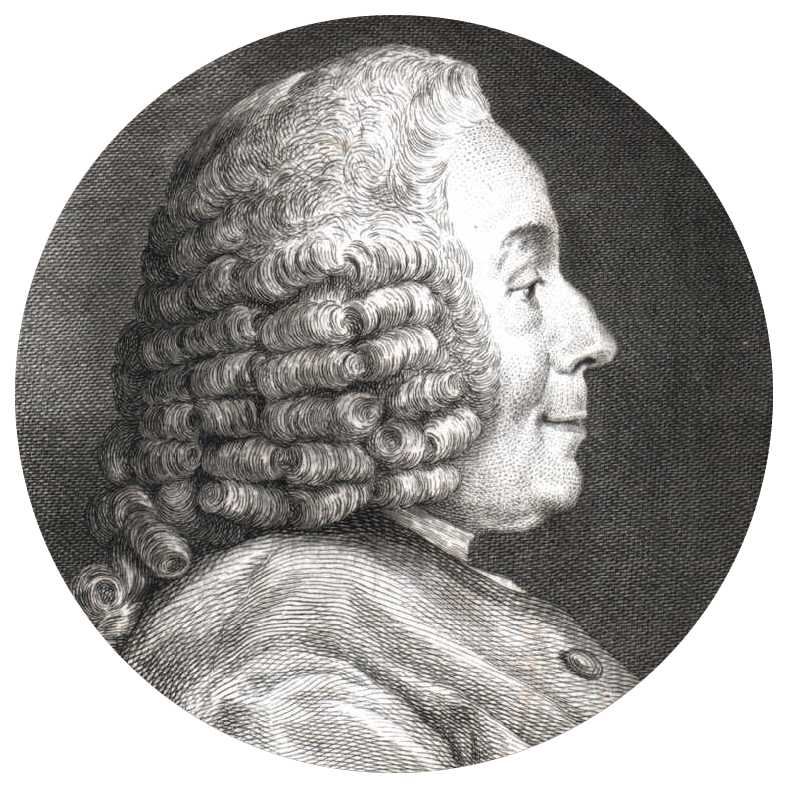
Jean Jacques Dortous de Mairan

Al fine di affrontare queste obiezioni e per spiegare la migrazione verso sud degli antichi Atlantidei, Bailly adottò il modello del raffreddamento globale proposto precedentemente da Buffon e Mairan, che cercava di spiegare la presenza degli elefanti (in realtà dei mammut) nel Nord Europa, sostenendo che la terra in passato fosse stata molto più calda di quanto lo fosse invece allo stato attuale, e che le zone adesso fredde fossero una volta temperate e piacevoli da abitare. «Non è strano − sottolineava Bailly − che il signor Buffon, ipotizzando il raffreddamento del globo, immaginava che gli uomini avevano dovuto originariamente abitare l'altopiano della Siberia, zone pianeggianti più elevate rispetto alla maggior parte delle montagne del mondo, in quanto furono le prime ad essersi raffreddate, e quindi le prime terre abitabili».
Spiegando che il «fuoco centrale» («le feu central» di Mairan) al centro della terra conservava calore sufficiente sul pianeta per renderlo abitabile anche in inverno, Bailly citò l'ipotesi di Buffon secondo cui la Terra fosse inizialmente un globo «riscaldato a incandescenza, che poi si è raffreddato, come risultato della sua grande massa, molto lentamente» nel corso di numerosi secoli in modo da «discendere dallo stato d'incandescenza fino ad una temperatura abitabile». Ovviamente questo processo di raffreddamento, per Bailly sarebbe continuato e quindi la Terra sarebbe stata destinata «ad evolversi, dalla temperatura di cui godiamo oggi, fino alla cessazione del calore, ovvero allo stato di ghiaccio e di morte, che dovrà essere la fine di ogni cosa».
Osservando che «vi è quindi una causa costante che, nel lungo periodo, ha prodotto questi cambiamenti» Bailly suggerì che la dimora originaria del genere umano si trovasse molto a nord, all'interno del circolo polare artico, che, poiché la Terra si era gradualmente raffreddata, fu la prima regione del mondo a diventare abitabile. Però l'uomo in seguito dovette fuggire da questa culla originaria dell'umanità quando questa, a causa del raffreddamento, fu ricoperta da un muro di ghiaccio. Come il paradiso biblico, questo Eden artico diventava inaccessibile: «La natura l'ha bloccato. Il mare lì è solido come lo sono i nostri fiumi durante un inverno rigido; una cintura di ghiaccio avvolge il polo, e questo antico mondo è morto per il freddo».
Il modello di Buffon di un cambiamento climatico globale, offriva a Bailly una spiegazione plausibile per l'ascesa macro-storica e la successiva scomparsa di una civiltà primordiale nel lontano nord. Chiamando la Tartaria come «la culla di tutti i popoli, il "palco" in cui sono state interpretate grandi scene antiche» Bailly dichiarò che: «Se anche è stata devastata dalle guerre, se anche la costituzione della sua aria è cambiata, se anche i suoi abitanti l'hanno ormai quasi abbandonata per paesi più ricchi e desiderabili, non dobbiamo comunque essere ingiusti, cerchiamo di non avere l'ingratitudine e l'orgoglio dei parvenus, e nella nostra opulenza, dobbiamo comunque ricordare la nostra origine».
Bailly, nelle Lettres, concluse la discussione su questo tema con un appello a Voltaire: «Mi permetto di pregarla, signore, a credere nel raffreddamento della terra, come lei ha creduto nell'attrazione di Newton. Lei è in Francia un apostolo di questa grande verità; offro a lei un'altra verità che merita lo stesso omaggio».

### Il metodo di Bailly e la filologia
L'eclettica metodologia di Bailly si basava non solo sulla mitologia, sulla geologia, e sulla teoria del clima, ma faceva anche uso della filologia. Ciò non è affatto sorprendente, in quanto l'etimologia era centrale alla moderna "geografia sacra", che cercava di ricavare le origini dei popoli contemporanei progenitori dalla Bibbia, mentre, nel XIX secolo, una molto più rigorosa scienza della filologia sarebbe diventata centrale per la ricostruzione degli alberi genealogici delle civiltà mondiali.
Bailly stesso non era un linguista (infatti, la sua limitata padronanza delle lingue classiche fu citata da coloro che si opposero alla sua entrata nell'Académie des inscriptions et belles lettres), ma in una delle sue prime opere, l′Éloge de Leibniz, composto un decennio prima per l'Accademia di Berlino, Bailly aveva lodato il filosofo tedesco per aver riconosciuto l'importanza dello studio comparativo del linguaggio nella ricostruzione della preistoria dei popoli, notando che proponeva «di scavare dalle stesse lingue dei popoli la tanto ricercata conoscenza delle proprie origini e i legami di parentela con gli altri popoli».
Bailly ritornò su questo tema, nell'ottica del determinismo geografico, all'interno della sua corrispondenza con Voltaire, scrivendo: «La struttura del linguaggio riflette l'accento del clima. [...] Le lingue, se ben comprese e ben studiate, possono quindi rivelare l'origine dei popoli, la loro parentela, le terre che un tempo abitavano, il livello di conoscenza che essi hanno raggiunto e il grado di maturità del loro spirito».
In risposta all'obiezione di Voltaire che nessuna solida evidenza storica aveva dimostrato l'esistenza di questa civiltà settentrionale primordiale, Bailly insistette: «In realtà è rimasto un bel monumento a questi educatori stranieri [...] è il sanscrito, è questa lingua dotta, abbandonata da coloro che la parlavano a persone che ormai non la capiscono più. [...] Quale più grande prova può essere data ad un filosofo come lei, signore? Una lingua morta presuppone un popolo distrutto, questa è una verità inconfutabile».
Bailly paragonò la conservazione del sanscrito tra l'élite brahmanica con l'uso continuato del latino tra gli eruditi francesi, e suggerì che, proprio come i francesi erano stati originariamente civilizzati dai Romani, questa evidenza linguistica dimostrava che gli Indiani in passato sono stati civilizzati da un popolo straniero che parlava il sanscrito e di cui i Brahmani, verosimilmente, erano discendenti.
Anche se Bailly non sapeva né poteva leggere il sanscrito, né qualsiasi altra lingua asiatica antica o moderna, egli anticipò il ruolo che la filologia avrebbe giocato nella ricostruzione delle rotte migratorie e nella costruzione del mito ariano nei decenni successivi.
Egli ha poi discusso gli sforzi storico-linguistici di Leibniz, de Brosses, e Court de Gébelin, notando con approvazione la classificazione di Leibniz in lingue del nord come "Iafetiche" (dopo che il figlio di Noè, i cui discendenti si credeva che avessero colonizzato l'Europa), e in quelle del sud come "Aramee", una divisione che Bailly associava ai due lati del Caucaso. In effetti, i filologi e filosofi successivi avrebbero poi costruito una nuova scienza dell'uomo su questa distinzione linguistica, che descriveva il primo gruppo come indo-tedesco, indoeuropeo o ariano e il secondo come semitico.

## Pareri e critiche contemporanee a Bailly

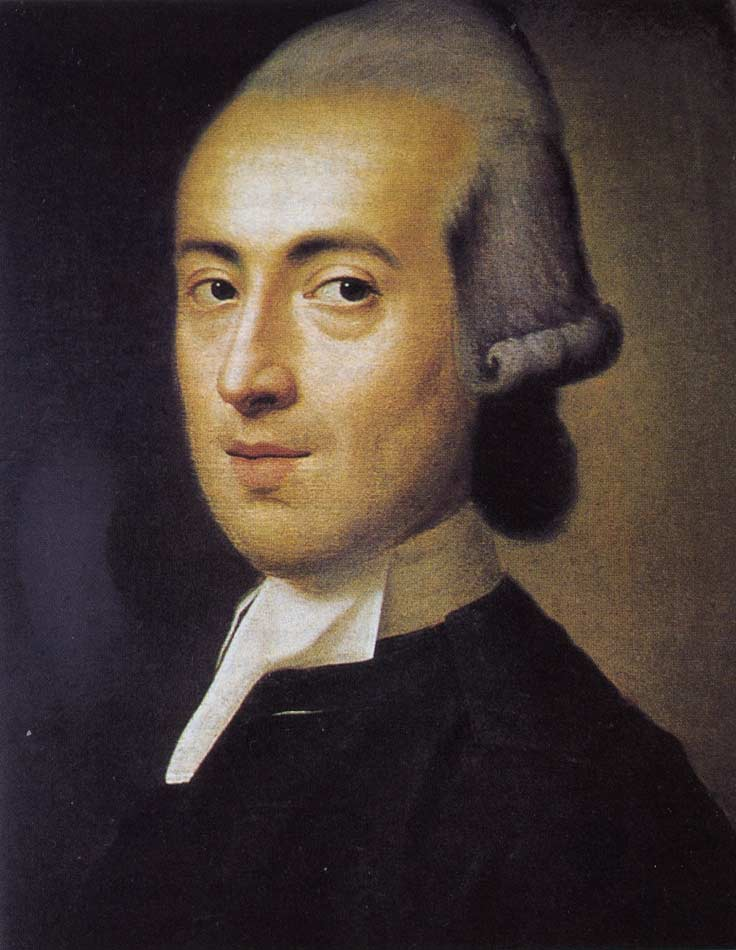
Johann Gottfried Herder

Il lavoro di Bailly fu applaudito da alcuni dei suoi contemporanei. Il filosofo tedesco Johann Gottfried Herder, ad esempio, parlò con approvazione delle «ipotesi audaci di Bailly», ed espresse la speranza che queste ricerche avrebbero offerto nuove intuizioni sulla remota preistoria remota dell'umanità.
Il periodico Correspondance littéraire offrì una vaga, ma generalmente favorevole, valutazione dei volumi di Bailly, concludendo che: «Il signor Bailly porta i suoi lettori in un tour globale; li porta a viaggiare [...] attraverso tutti i deserti dello spazio e del tempo, nella speranza di scoprire alcuni resti, qualche ricordo del popolo e della terra di Atlantide, e apre questo lungo percorso con tante interessanti ricerche e osservazioni ingegnose che rendono piacevole seguirlo». Friedrich Melchior Grimm, che curava la pubblicazione della Correspondance littéraire, inviò addirittura una copia dell′Histoire de l'Astronomie ancienne di Bailly a Caterina II di Russia, che fu così soddisfatta dall'ipotesi dell'astronomo secondo cui le arti e le scienze sarebbero potute essere nate in Siberia da inviargli una scatola di gioielli come regalo.

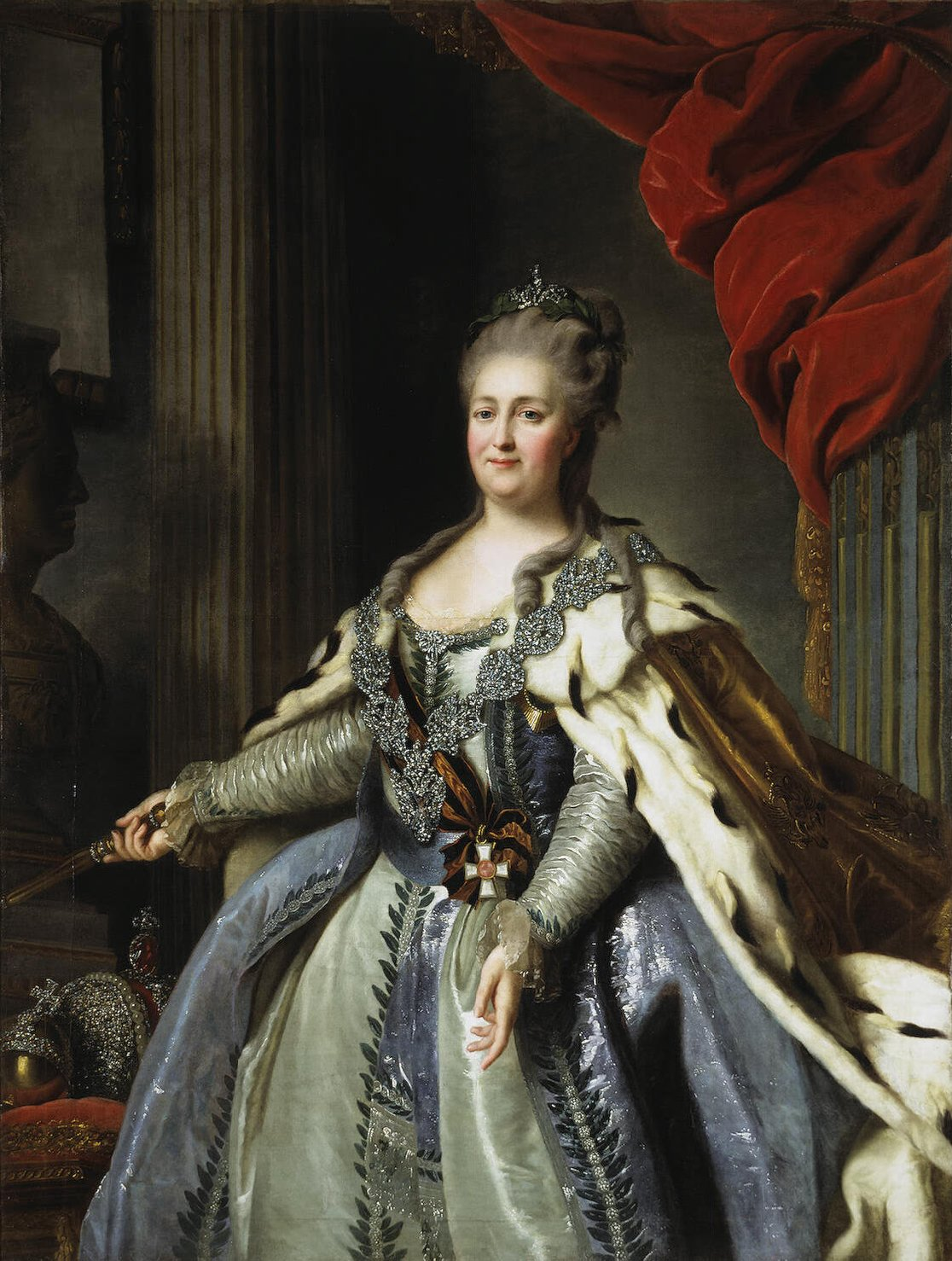
Caterina II di Russia

Mentre l'imperatrice di Russia era lusingata all'idea che la prima civiltà mondiale forse provenisse dai suoi domini, alcuni dei compatrioti francesi di Bailly si scandalizzarono per il fatto che la sua teoria non riconoscesse alcun contributo ai propri antenati, i Galli. L'abate Nicolas Baudeau sostenne nella sua Mémoire à consulter pour les anciens Gaulois che in realtà furono gli antichi Galli, antenati dei francesi, i veri pionieri dell'astronomia, citando l'affermazione di Bailly secondo cui la scienza si sviluppò intorno al quarantanovesimo parallelo di latitudine. Bailly respinse le esaltazioni patriottiche di Baudeau, pur riconoscendo che «anche i nostri buoni Galli discendono dalla stessa patria comune come tutti gli altri popoli».

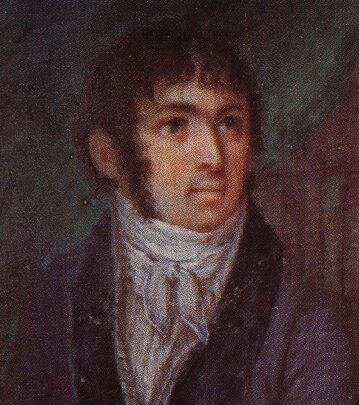
Antoine Fabre d'Olivet

L'ipotesi di Bailly trovò un paio di difensori coraggiosi in Francia, in particolare tra i circoli esoterici e illuministi in cui lui stesso si dilettava. Un philosophe minore, Jean-Baptiste Delisle de Sales, successivamente suo biografo, riecheggiò molte delle teorie che Bailly sosteneva sulle origini della civiltà nella sua opera a più volumi Histoire philosophique du monde primitif, in cui dichiarava che la civiltà originaria del genere umano fosse localizzata nel Caucaso, ma che si era successivamente spostata per le invasioni barbariche e le sue tracce si erano cancellate a causa del raffreddamento della Terra. Un'altra figura oscura, il mistico Antoine Fabre d'Olivet, in seguito sviluppò lo stesso tema nell′opera Histoire philosophique du genre humain. Fabre d'Olivet prese in prestito varie idee sia da Baudeau che da Bailly, parlando nella sua opera della presunta conquista ariana dell'India e identificando il suo protagonista, Rama, come un druido celtico espulso dalla sua terra ancestrale per aver respinto la tradizione dei sacrifici umani. Fabre d'Olivet diede una colorazione fortemente razziale alla sua preistoria, narrandola come lotta per il dominio globale tra le diverse razze umane, ciascuna associata ad un continente diverso e con origini separate; nell'opera inoltre la conquista da parte dei (bianchi) Ariani dei (neri) Indiani viene considerata il primo punto di svolta nella storia dell'umanità.
I colleghi scienziati di Bailly, ammiratori del suo lavoro sulla storia dell'astronomia, che aveva basi empiriche un po' più solide, si divisero per quanto riguarda invece le sue speculazioni più audaci sulla preistoria. Uno dei suoi più ferventi sostenitori, almeno all'inizio, fu, ad esempio, il suo protettore Buffon.
Però Bailly ricevette comunque da più parti numerose critiche, sia dal mondo accademico (ad esempio da d'Alembert o Condorcet), sia dall'ambiente clericale (l'abate Royou) sia da vari orientalisti (William Jones e Joseph de Guignes).
Ironia della sorte, fu l'approvazione di Bailly alla teoria del cambiamento climatico globale, forse «una delle poche solide travi nel castello di carte che Bailly aveva costruito» secondo lo storico David Harvey, il punto più attaccato dai suoi contemporanei.
Come risultato di tali critiche, Bailly fece, almeno parzialmente, marcia indietro, almeno dalle sue affermazioni più avventurose, nei suoi scritti successivi. Nel suo Traité de l’astronomie indienne et orientale (pubblicato nel 1787), Bailly continuò ad insistere sul fatto che i brahmani che compilarono le antiche tavole astronomiche indiane fossero in realtà nuovi arrivati che migrarono in India da una patria più a nord (che adesso lui situava nelle vicinanze del Tibet), ma caddero nel silenzio tutti i riferimenti espliciti ad Atlantide.
Lo stesso Delisle di Sales riferì che la teoria di Bailly generò un «entusiasmo effimero», ma fu presto dimenticata perché «il viaggio del nuovo Montesquieu [Bailly] verso Atlantide a Spitzbergen non aveva maggiore autorità del viaggio verso la luna di Cyrano de Bergerac».

### I pareri di Buffon, d'Alembert e Condorcet

Jean Baptiste Le Rond d'Alembert, pastello di Quentin de La Tour, 1753.

Uno dei più favorevoli fu il suo protettore Buffon, collega nell'Académie des Sciences, che citò i primi lavori di Bailly, le Histoires sulla storia dell'astronomia e della scienza nel suo lavoro Des époques de la nature pubblicato nel 1778. In questo lavoro, Buffon concordava con Bailly che la «civiltà primordiale» del genere umano doveva essere esistita sulle alte montagne e sugli gli altopiani dell'Asia centrale, scrivendo «è dunque nelle regioni settentrionali dell'Asia che la radice della conoscenza umana è sorta; è su questo tronco dell'albero della scienza che il trono del suo potere è stato sollevato». La conoscenza scientifica non poteva che emergere, proseguiva Buffon, tra «uomini attivi in un clima felice, sotto un cielo chiaro da osservare e su un terreno fertile da coltivare». Sostenne inoltre che, quando si raffreddò la Terra e le acque del diluvio si abbassarono, queste condizioni favorevoli emersero prima «nel mezzo dell'Asia, tra il 40º e il 50º grado di latitudine [...] in questa terra più elevata, più solida rispetto alle altre [...] ad oltre cinquecento leghe dagli oceani». Questa regione, ha concluso, ha visto l'emergere «del primo popolo degno di questo nome, [...] creatore delle arti, delle scienze, e di tutta la conoscenza utile». Buffon non approvò, però, tutte le affermazioni di Bailly, perché egli affermava, diversamente da Bailly, che l'Atlantide di cui narravano gli antichi non era altro che un continente perduto nell'Atlantico il quale, un tempo, univa l'Europa e l'America, rendendo possibile la migrazione sia degli uomini che degli animali da un continente all'altro.

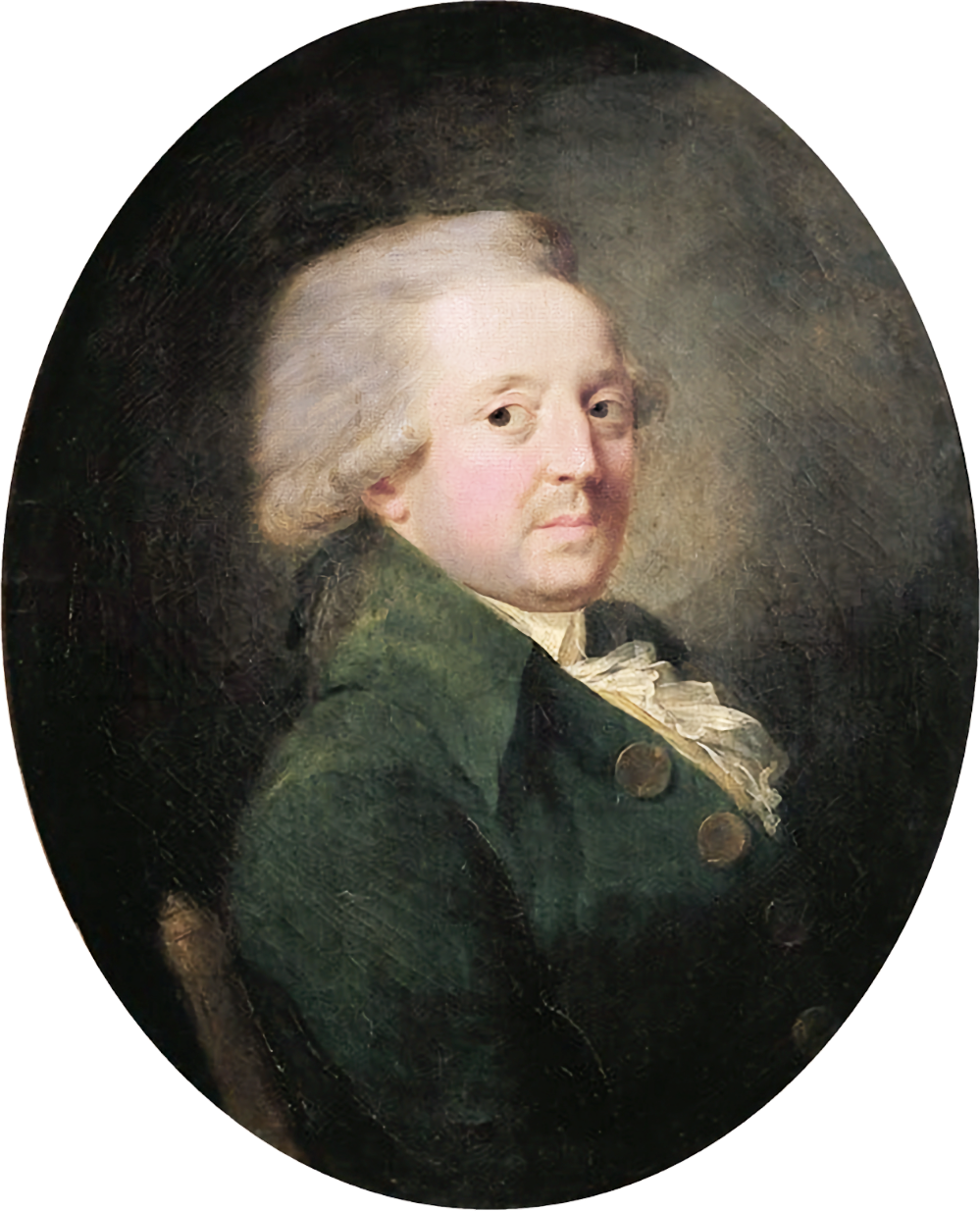
Nicolas de Condorcet

Tuttavia, Buffon elogiò l′Histoire de l'astronomie ancienne di Bailly come esempio di «furbizia di intuizione e profondità di erudizione», e più volte sponsorizzò l'astronomo come candidato per l'ammissione al Académie française. A questa nomina pose il veto l'insigne matematico Jean Baptiste Le Rond d'Alembert, grande nemico di Buffon e Bailly, che scrisse a Voltaire che «il sogno di Bailly circa un antico popolo che ci avrebbe insegnato tutto tranne il proprio nome e la propria esistenza, mi sembra una delle cose più vuote che l'uomo abbia mai sognato». Bailly fu finalmente ammesso all'Accademia francese nel 1783, un anno dopo la morte di d'Alembert.
Nel suo discorso in occasione della ammissione di Bailly all'Accademia, il marchese Nicolas de Condorcet, lacchè di d'Alembert, altro grande avversario di Bailly all'Accademia francese delle scienze, condannò le speculazioni preistoriche dell'astronomo attraverso un debole elogio, che mascherava la sua disapprovazione. Ad esempio paragonando lo stile elegante di Bailly ai «romanzi e alle opere teatrali» gli disse satiricamente: «Se mai il suo sistema incontrerà il destino di tante altre opinioni, i nomi e il genio dei cui autori non sono stati sufficienti a garantirne la conservazione, il suo lavoro sarà più fortunato e i posteri vi perdoneranno il vostro popolo iperboreo, come si sono perdonati gli atomi a Lucrezio e come si è perdonata la teoria dei vortici all'autore dell′Entretiens sur la pluralité des mondes [ovvero Fontenelle]» (all'epoca la teoria atomica di Democrito e Lucrezio non era accettata dalla comunità scientifica e fu risollevata solo nel XIX secolo da John Dalton).
Condorcet respise in seguito le Lettres sur l'Atlantide, con le stesse parole con cui Bailly a volte le aveva descritte, ovvero come un «roman philosophique» (ovvero un "romanzo filosofico").

### Il boicottaggio clericale: la disputa con Royou
I classicisti e i commentatori clericali furono estremamente negativi nelle loro valutazioni sulle speculazioni preistoriche di Bailly. Questa opposizione non fu sorprendente, in quanto, come osservava lo storico Pierre Vidal-Naquet, l'Atlantide di Bailly «svolse un duplice ruolo: era sia un sostituto per la Giudea che una vera e propria controparte del Eden biblico». Allo stesso modo, la storica Chantal Grell scrive che nel «sistema deista di Bailly» gli Atlantidei «andavano ad occupare il posto riservato in precedenza al popolo ebraico» come «unico attore della storia primitiva».
Un critico cattolico lamentò che nel lavoro di Bailly «al popolo ebraico è totalmente negata la prerogativa di aver illuminato le nazioni, come quasi tutti gli studiosi rispettabili hanno finora creduto».
Inoltre, un anonimo recensore delle Lettres sur l'Atlantide de Platon nel Journal des sçavans evidenziò le numerose discrepanze tra la rappresentazione di Atlantide fatta da Bailly e quella presentata nel Timeo e nel Crizia di Platone, attirando l'attenzione sulla dipendenza delle ipotesi dell'astronomo francese dal tanto deriso Atlantica di Olaus Rudbeck. Egli suggerì che la mitologia classica si sarebbe compresa meglio se letta allegoricamente, piuttosto che come una rappresentazione distorta di eventi preistorici reali. Il recensore concluse che Bailly «avrebbe fatto meglio ad occupare il suo tempo a far progredire l'astronomia [...] piuttosto che in ricerche laboriose sulle sue oscure origini».

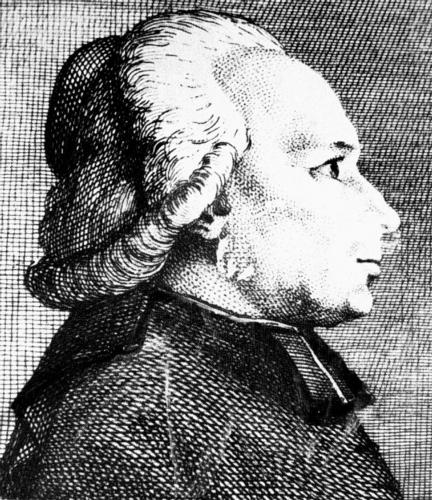
L'abate Thomas-Marie Royou

Una revisione ampia e graffiante delle Lettres sur l'Atlantide de Platon apparso nella Année littéraire nel 1779, scritta dall'abate Thomas-Marie Royou, cognato di Élie Fréron (nemesi di lunga data di Voltaire), e successore dello stesso Fréron come redattore della rivista. Criticando Bailly per aver adottato un «esprit de système» (ovvero uno "spirito di sistema") e per aver «trasformato la storia in un romanzo» Royou dichiarò che nel lavoro di Bailly «la chimera ha detronizzato realtà, e il paradosso è sorto sopra le macerie della verità». Lamentò inoltre che: «Bailly, che con la sua conoscenza e la sua intelligenza era stato precedentemente in grado di estendere i limiti della scienza [...] ha preferito la frivola gloria di ricercare accuratamente le origini dell'astronomia alla più solida gloria di estendere il progresso della scienza attraverso opere utili. [...] Invece di aggiungere i propri lumières a quelli del suo secolo, è corso a perdersi nel buio impenetrabile della più remota antichità».
Il risultato di questi sforzi, come scrisse Royou, fu «un immenso ma fragile edificio, un'opera di pura immaginazione, al punto che anche il soffio leggero di una critica potrebbe distruggerlo da cima a fondo». Anche se «fino ad ora tutti gli studiosi hanno concordato nel considerare gli abitanti dei paesi del sud come gli inventori delle arti e delle scienze» Bailly «sospetta l'esistenza di un popolo antico, che molto prima del diluvio universale, avrebbe coltivato e fatto avanzare la scienza dell'astronomia», anche se «non conosceva ancora il nome di questo popolo famoso, né i luoghi che abitavano, né l'epoca che ha visto la sua nascita». Royou quindi colpevolizzava Bailly per «aver trasportato a Spitzbergen la culla del mondo, delle scienze e delle arti», anche se «tutti gli storici, tutti i geografi antichi e moderni collocano l'isola di Atlantide nell'oceano omonimo, di fronte alle colonne d'Ercole, che non sono altro che (le montagne che fiancheggiano) lo stretto di Gibilterra».
Royou incolpava Bailly per errori sia d'erudizione classica sia di logica scientifica, notando che gli antichi sostenevano che gli Atlantidei non adorassero il sole, ma piuttosto lo evitassero e odiassero, in quanto vivevano in un clima molto caldo, mentre gli stessi autori riferivano che la dimora degli Sciti era quasi deserta a causa del freddo estremo del suo clima. L'abate inoltre osservava che la storia di Bailly distruggeva la cronologia sacra inventando un popolo preesistente agli indiani e ai cinesi, e ha criticato Bailly per aver sostituito la Bibbia con «tradizioni orientali, [...] la più assurda collezione di favole [...] che l'immaginazione dell'uomo abbia mai creato».
La denuncia di Royou dell'ipotesi Atlantidea di Bailly diede luogo a uno scandalo che, in ultima analisi, attirò i censori del Vecchio Regime e l'arcivescovo di Parigi. Lo scrittore Louis Petit de Bachaumont (1690–1771) osservò che «l'astronomo affermava di essere molto religioso; fece appello al signor guardasigilli contro un'accusa così grave». La dichiarazione di ortodossia religiosa fatta da Bailly non fu in verità molto convincente, e del resto lo storico George Armstrong Kelly lo descrive come «un deista senza una religione personale», mentre un ammiratore a lui contemporaneo, Delisle de Sales, osservò che Bailly «voleva essere un philosophe nelle sue opinioni, ma non voleva sopportare il timbro». Allo stesso modo, lo storico Edwin Burrows Smith nota che Bailly in quella circostanza fu solo un uomo prudente che preferiva evitare le polemiche che invece alcuni dei suoi contemporanei più audaci sembravano voler assaporare. Le dichiarazioni di buona fede fatte da Bailly, tuttavia, soddisfecero i censori, che non solo non vietarono le Lettres sur l'Atlantide, ma costrinsero anche l'abate Royou a rilasciare delle scuse, anche se timide, a Bailly.

### Critiche degli orientalisti: la critica di Jones
Lo studioso orientalista Joseph de Guignes criticò Bailly per aver situato la sua civiltà «in Siberia, vicino Selinginskoi e vicino al lago Baikal, una regione dove la natura sembra muta e dove gli abitanti erano anticamente immersi nella più grande barbarie».

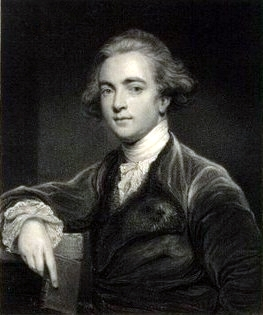
William Jones

Negli ultimi decenni del XVIII secolo, degli studiosi inglesi nella colonia del Bengala iniziarono la ricostruzione scientifica dell'antica civiltà indiana che lo studioso Raymond Schwab ha etichettato come «Rinascimento Orientale».
Uno tra i più famosi e talentuosi tra questi primi orientalisti, il filologo britannico William Jones, le cui ricerche in sanscrito avrebbero plasmato il successivo sviluppo del mito ariano, criticò Bailly per aver collocato la culla dell'umanità «non in una qualsiasi normale condizione climatica che il senso comune considererebbe come sede di delizie, ma al di là della foce del Ob, nel mare ghiacciato, in una regione eguagliata solo da quella in cui la fervida immaginazione di Dante lo portò a posizionare i peggiori criminali dopo la morte».
William Jones, pur avendo criticato negativamente le opere di Bailly, avrebbe involontariamente dato nuova vita alla teoria dei popoli primordiali e alle migrazioni preistoriche dello stesso Bailly. Linguista molto più bravo di Bailly e dipendente della Compagnia Inglese delle Indie orientali, con accesso diretto ai testi sanscriti e ai Paṇḍit indù, Jones fece delle scoperte linguistiche che trasformarono la comprensione europea della preistoria nel secolo successivo. Jones presentò questa scoperta nel suo saggio del 1786 On the Indus, dove scrisse: «La lingua sanscrita, qualunque sia la sua antichità, ha una struttura meravigliosa, più perfetta di quella greca, più copiosa rispetto al latino, e più squisitamente raffinata di entrambe, pur tenendo con ciascuna di esse un'affinità molto forte [...] che potrebbe essere stata prodotta da un incontro; è così forte infatti, che nessun filologo potrebbe esaminarle tutte e tre senza credere che derivino da qualche fonte comune».
L'archeologo indiano contemporaneo B. B. Lal ha notato che, sebbene le osservazioni di Jones sono stati inizialmente confinate al campo della linguistica, hanno ispirato: «Una teoria sull'esistenza di una "razza", che era stata il vettore di queste lingue verso ovest, in Europa e verso est in India. E si pensò che una qualche zona in Asia centrale fosse la "casa originale" di questi indoeuropei, anche se molti studiosi preferivano localizzarli in Russia o nel Nord Europa». Jim Schaffer e Diane Lichtenstein osservano che: «Forse nessuna altra ipotesi degli studiosi del XVIII secolo [...] ha continuato ad influenzare in modo così forte diverse discipline come la linguistica, la storia, la biologia, l'etnologia e la scienza politica» e argomentano che: «l'eredità degli studiosi occidentali post-illuministi riguardante la storia e la preistoria dell'Asia meridionale è stata ripetuta così spesso da diventare un dogma».
Ironia della sorte, Jones, sebbene fosse lui stesso abbastanza scettico delle audaci affermazioni di Bailly, finì con il suo lavoro di dare apparente supporto scientifico alla preistoria speculativa di Bailly. Va detto che Jones elogiava Bailly come un «meraviglioso uomo pieno d'ingegno e uno scrittore molto vivace», eppure fu ben lontano dall'essere convinto dell'esistenza di una civiltà perduta nell'estremo nord, così come della trasmissione della civiltà da nord a sud. Anche se aveva accettato la questione del clima, e infatti era d'accordo con Bailly sul graduale raffreddamento della Terra, Jones sosteneva che la barbarie delle popolazioni dei Tartari dell'Asia centrale rendeva di fatto insostenibile la teoria di una trasmissione da nord a sud della cultura. Jones scrisse che l'ipotesi di Bailly ignorava il fatto di «una differenza immemorabile e totale tra i selvaggi delle montagne, come infatti gli antichi cinesi chiamavano giustamente Tartari, e gli studiosi, placidi e contemplativi abitanti delle pianure indiane». Jones respingeva anche l'argomento di Bailly secondo cui il sanscrito, «di cui egli dà un resoconto più che erroneo», «fu la prova dell'esistenza di un'antica civiltà perduta originaria del nord».
Lo storico Thomas Trautmann osserva che Jones approcciò lo studio dell'antica India da ipotesi epistemologiche molto diverse da quelle dei philosophes francesi Voltaire e Bailly. Mentre Voltaire era attratto dall'India per il potenziale che l'antica storia indiana aveva di confutare il racconto della Genesi e mentre Bailly aveva incorniciato la sua Atlantide Nordica alternativa all'Eden biblico, Jones, come la maggior parte dei suoi connazionali britannici fino alla metà del XIX secolo, continuò ad operare all'interno di quello che lo stesso Trautmann chiama «etnologia mosaica», che cercava di conciliare la disciplina nascente dell'orientalismo con le Sacre Scritture tracciando la discesa di tutti i popoli del mondo antico dai tre figli di Noè. Trautmann sostiene che l'interpretazione prevalente di Jones, come pioniere della linguistica comparata e del "mito ariano", oscura il progetto di altri che, prima di lui, «volevano formare una difesa razionale della Bibbia dai materiali raccolti dagli studiosi orientalisti». Per questo motivo, Jones non poteva accettare l'estesa linea temporale di Bailly per la civiltà umana, né il suo rifiuto dell'Eden a favore di Atlantide.

## Successive speculazioni sulle tesi di Bailly
Come si è visto, sia Bailly che Voltaire avevano basato le loro argomentazioni riguardanti l'antica India su informazioni indirette provenienti da fonti non affidabili. La storica Dorothy Figueira ha osservato che la prima articolazione del mito ariano predatava le prove linguistiche in seguito mobilizzate per sostenerlo, scrivendo «La "scoperta" dei Veda, la loro analisi "scientifica", e la loro presenza in Occidente non avrebbe alterato in modo significativo il non-specialistico ritratto degli ariani. Infatti, sembra siano stati gli stessi studiosi orientalisti ad aver fornito la documentazione necessaria per sostenere il l'apparato concettuale dell'Illuminismo». Figueira scrive inoltre che «i pensatori illuministi idealizzarono il passato Vedico, nel tentativo di trovare un'utopia al di fuori dell'Europa e alternativa alla tradizione biblica» creando una «nuova mitologia del passato». Lo studioso David Harvey commenta che: «Il dialogo di Bailly con Voltaire fu determinante in questo sforzo di inquadrare una nuova macro-narrativa della preistoria».

### La civiltà ariana di Schlegel
La leggenda di una preistorica civiltà, di lingua sanscrita, origine dell'umanità, suggerita dai lavori di Bailly e Jones, fu resa popolare nei primi anni del XIX secolo dal filosofo tedesco Friedrich Schlegel. Schlegel, che aveva studiato il sanscrito a Parigi con l'orientalista britannico Alexander Hamilton nel periodo tra 1803 e il 1804, comparando la scoperta degli antichi testi Veda con la rinascita della cultura classica nel XV secolo in Italia, sostenne che questo «Rinascimento Orientale [...] non avrebbe avuto minore influenza sulla sfera dell'intelligenza europea [rispetto a quello italiano]». Schlegel affermò che il sanscrito non solo era legato al greco e latino, come Jones aveva sostenuto, ma che fosse «di maggiore antichità» rispetto ad entrambi, e confrontò la diffusione delle lingue derivate dal sanscrito in Europa e in Asia alle lingue romanze dal Mediterraneo al contemporaneo nuovo mondo.

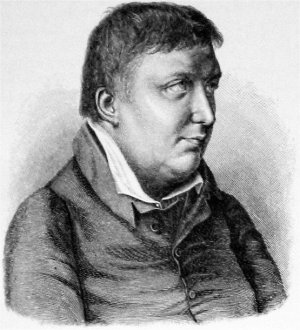
Karl Wilhelm Friedrich von Schlegel

Forse, cosa ancora più importante, fu proprio Schlegel a rendere popolare il termine "ariano" per riferirsi a questa civiltà originaria (termine assente del tutto nella riflessione di Bailly e accennato in quella di Jones). Schlegel collegandò etimologicamente questo nome alla moderna parola tedesca Ehre, ovvero "onore". Da questo legame tra la parola "ariano" e Ehre (che è linguisticamente corretta anche se storicamente fuorviante), fu piccolo il passo per arrivare ad immaginare un popolo errante e conquistatore, una razza superiore nata nella notte dei tempi, che da sola diede origine a tutte le civiltà avanzate dell'antichità. La studiosa Suzanne Marchand ha osservato che la celebrazione di Friedrich Schlegel di questi antichi "ariani" gettò le basi «per una sorta di filologia dell'esclusione in cui ai madrelingua del sanscrito e delle sue lingue derivate indoeuropee vengono accreditati tutti i grandi successi del genere umano». Tuttavia, l'emergere del "mito ariano" è stato un processo graduale, e Marchand stessa sostiene che «mentre i gruppi linguistici si stavano coalizzando e le gerarchie e i lignaggi venivano formati utilizzando frammenti di dati linguistici ed etnici, non si possono ancora vedere, nel 1850, le storie umane completamente razzializzate». Il saggio di Schlegel, infatti, concluse che il collegamento linguistico tra il sanscrito, il greco e il latino dimostrava che «gli europei e gli asiatici formano una sola grande famiglia», e il filosofo stesso espresse la speranza che, alla luce di questa scoperta, «tutte le idee strette e preconcette scompariranno inconsciamente». Marchand sostiene, tuttavia, che nei decenni centrali del XIX secolo «le linee disegnate dai filologi si erano [...] irrigidite in duri stereotipi culturali con qualcosa come la forza dei confini biologici» e che «dall'epoca romantica in avanti, lo studio del sanscrito e le sue relative lingue e culture era costantemente, se non principalmente, legato alla discendenza germanica in un modo facilmente razziale». L'orientalista più illustre della fine del XIX secolo, Friedrich Max Müller, mise in guardia da tale slittamento analitico, scrivendo che «ci sono lingue ariane e semitiche, ma va contro tutte le regole della logica parlare [...] di una razza ariana, di un sangue ariano, o di teschi ariani». Troppo spesso, comunque, questo avvertimento preveggente fu ignorato da studiosi e polemisti che cercavano prove "scientifiche" della superiorità europea.
Quando il mito ariano guadagnò terreno nelle teorie linguistiche, storiche e filosofiche del XIX secolo, i nobili ariani furono giustapposti contro una varietà di "altri" meno esaltati. I linguisti e gli studiosi orientalisti nell'India coloniale snocciolarono gli Ariani del Nord contro i "Dravidi", madrelingua di lingue scollegate nella parte meridionale del subcontinente. In India, infatti, sotto l'Impero britannico, i britannici usarono l'idea della razza ariana conquistatrice per fondere il loro dominio con il sistema delle caste indiano. Si ribadiva che gli Ariani erano gente "bianca" che aveva invaso l'India in periodi molto antichi, sottomettendo i Dravidi, indigeni più scuri, che erano poi stati spinti verso sud. Così la fondazione dell'Induismo è stata attribuita agli invasori "bianchi" che si erano stabiliti come casta dominante e che avevano scritto i testi Veda. È facile vedere in queste teorie l'impronta, pur molto modificata, delle ipotesi di Bailly. Nonostante le evidenti differenze (Bailly, ad esempio, non ha mai fatto riferimento al "colore" della sua civiltà originaria) gli Atlantidei di Bailly (qui trasformati in "razza ariana") colonizzarono l'India, "educandola" e "civilizzandola" proprio come propugnavano le moderne teorie razziste ottocentesche portate avanti dai coloni britannici. Il divario Ariani/Dravidi fu naturalizzato nel discorso indiano proprio durante l'epoca coloniale con, ad esempio, il tradizionalista indù Bal Tilak che citò il mito ariano d'Europa - tra cui la teoria delle origini siberiane di Bailly - nell'opera The Arctic Home of the Vedas, mentre i critici dell'autorità Brahamana, come il portavoce dalit B. R. Ambedkar, respingevano sia il mito che la società di casta.
Müller mise in contrasto gli Ariani, che lui immaginava come una civilizzata società agricola, con i nomadi "Turaniani" che si muovevano nelle steppe dell'Asia centrale. Comunque, dagli inizi del XIX secolo, ancora una volta, attraverso la mediazione della linguistica, gli Ariani iniziarono molte volte ad essere comparati con i madrelingua delle lingue "semitiche", un termine reso popolare da August Ludwig von Schlözer e più tardi da Ernest Renan.

### Le speculazioni di Blavatsky

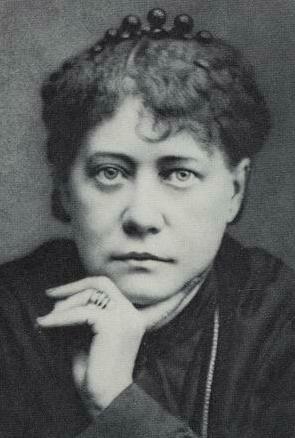
Helena Blavatsky

L'eredità lasciata da Bailly quindi continuò a vivere anche dopo la sua morte, sebbene la sua tesi di una "Atlantide Iperborea" fosse stata sonoramente respinta in un primo momento. Ad esempio lo stesso Jules Verne in qualche modo voleva prendere in giro anche Bailly in 20.000 leghe sotto i mari (1869), quando i suoi personaggi scoprirono la "vera" Atlantide nell'Oceano Atlantico. Ma una donna, Helena Blavatsky, prese molto sul serio le idee di Bailly. Blavatsky, aristocratica Russa e mistica, fu una delle teorizzatrici della teosofia, una dottrina mistico-filosofica, il cui credo fu precisato nel suo libro La dottrina segreta (1888). In questo lavoro ermetico, Blavatsky rispolverò la teoria di Bailly, e incorporò l'ipotesi di un "Atlantide Iperborea" all'interno di una storia fantastica che coinvolgeva i vari continenti e varie razze umane e semi-umane. Atlantide era rappresentata come un continente polare che si estendeva dall'attuale Groenlandia fino alla Kamčatka e il suo destino si legò a quello di una razza particolarmente controversa: gli ariani, una razza superiore, seconda in ordine di tempo, costituita da giganti androgini dalle fattezze mostruose. Quando gli ariani migrarono a sud verso l'India, scaturì da loro una "sub-razza", quella dei semiti. Il mito di un "Atlantide Iperborea" fece così ingresso all'interno delle ideologie ariane e antisemite della fine del XIX secolo.
Un ulteriore libro, Le stanze di Dzyan, costituito da una serie di lunghe glosse e commenti su un presunto libro antico (consultabile solo attraverso la chiaroveggenza), narra dell'ascesa e della caduta anti-darwiniana di sette "razze-radice", cioè razze o evoluzioni umane che si sono succedute nel tempo, dalla più antica alla più recente (secondo la Blavatsky quella attuale sarebbe la quinta, ovvero la "razza ariana" e ci muoviamo verso la sesta). Ognuna di queste razze-radici è diviso in sette sub-razze, ognuna delle quali è associata ad un continente diverso - anche se con la deriva dei continenti, e dunque con la "scomparsa" di alcuni continenti, questi non corrispondono più a quelli che conosciamo.
Non sorprende che uno di questi continenti perduti sia Atlantide. Sebbene scrisse poco dopo Ignatius Donnelly, il cui Atlantis: The Antediluvian World lanciò una sorta di mania di Atlantide verso la fine del XIX secolo, Blavatsky non pose Atlantide tra l'Europa e l'America, come aveva fatto Donnelly, ma piuttosto nel lontano nord, vicino al Polo Nord. In qualche modo Bailly aveva finalmente trovato, attraverso Blavatsky, una sostenitrice. Lei, infatti, fa riferimento ne La dottrina segreta alle opere di Bailly estesamente (citandolo ben ventidue volte), e gli attribuisce il merito di aver scoperto la verità, o almeno parte di essa, circa Atlantide.
Un'Atlantide nordica o meglio, un'Atlantide Iperborea era la dimora degli abitanti di Atlantide, ma vide anche la nascita di un'altra razza-radice, gli ariani: «La razza ariana nasce e si sviluppa nel lontano nord, anche se dopo l'affondamento del continente di Atlantide le sue tribù emigrarono più a sud, verso l'Asia». Per molto tempo, i restanti Atlantidei e gli ariani vissero insieme. Essi portarono la civiltà in India, in Egitto, in Grecia e a Roma, e sarebbero gli antenati degli attuali Europei. Gli Atlantidei trasmisero agli ariani tutte le scienze conosciute e persino delle tecnologie altamente sofisticate, come l'aeronautica (ovvero «la conoscenza del volare attraverso veicoli in aria» come Blavatsky scrive). Ma nel corso del tempo, la razza-radice ariana si è anche suddivisa. Uno dei risultati più sfortunati di questa divisione, secondo Blavatsky, è stata la creazione della sub-razza semitica, «una razza ariana artificiale». I Semiti erano sì una delle sub-razze ariane, eppure lei descrive le forti distinzioni tra questi e gli altri:
(Blavatsky ne La dottrina segreta.)
C'è dunque, conclude Blavatsky, un «immenso abisso tra gli ariani e il pensiero religioso semitico»; essi appartengono a «due poli opposti - Sincerità
e Dissimulazione... chi può mai scandagliare le profondità paradossali della mente semitica?». Blavatsky degrada ulteriormente l'ebraismo descrivendolo come un culto egoista e ossessionato dal sesso: «L'Ebraismo, costruito esclusivamente sul culto fallico, è diventato uno dei più recenti credi in Asia, e teologicamente una religione di odio e cattiveria verso tutti e tutto al di fuori di essi». I veri Ariani, al contrario, sono «le persone più metafisiche e spirituali sulla terra».
C'era, naturalmente, una forte corrente di antisemitismo in Europa al momento in cui Blavatsky stava scrivendo, e il contrasto ostile tra Ariani e
Semiti era diventato di routine. In larga misura, quindi, ella stava esprimendo la mentalità della sua epoca. Eppure aggiunse una nuova dimensione al discorso antisemita standard: con La dottrina segreta, l'antisemitismo acquisì quasi una dimensione cosmologica. Gli ebrei improvvisamente erano sorti nella via del grande preordinato progresso delle razze. Ci poteva essere una battaglia tra gli ariani e i semiti, come c'era stata tra gli Ariani e gli ultimi Atlantidei. Questo opposizione ariana/non-ariana (e in particolare ariani/semiti) sarebbe diventato il grande paradigma storico della destra razzista, sostituendo la legge storiografica marxista della lotta di classe.
Blavatsky sollevò inoltre lo spettro di una nuova razza, scelta tra i più selezionati membri della razza-radice ariana. Questa razza successiva avrebbe dei poteri ancora maggiori rispetto a quella attuale, e avrebbe davvero prodotto l′Übermenschen, ovvero il superuomo del futuro. Con la diffusione delle idee teosofiche, la teoria di un'Atlantide Iperborea, attirò sempre più sostenitori. Il razzista occultista austriaco Adolf Lanz collocò il luogo di nascita degli Ariani in una terra artica chiamata "Arktogäa". Nel suo libro "La Vérité sur l'Atlantide", pubblicato nel 1923, René-Maurice Gattefossé sostenne similmente che Atlantide fosse un continente polare, che, seguendo Bailly, chiamò Iperborea.
Hermann Wirth, un etnologo che avrebbe lavorato per l'Ahnenerbe, un istituto delle SS naziste con l'obiettivo di ricercare la razza ariana, pose Atlantide nel lontano Nord, definendola "Thule", come il nome della mitica capitale degli Iperborei. E Atlantide figurava sotto questo nome anche nel Welteislehre (ovvero La teoria del Ghiaccio Cosmico) di Hanns Hörbiger, una teoria della scienza "tedesca" che stava per diventare fede sotto il Nazismo.

### Il mito ariano del Nazismo
La teoria di Bailly-Blavatsky trovò dei sostenitori anche nel XX secolo e, soprattutto, tra alcuni degli ideologi ariani viennesi più fantasiosi.
Ad esempio nazionalista e occultista viennese Guido von List incorporò la genealogia Atlantidea di Balvatsky nei suoi scritto sull'Ariosofia. Nel 1922, invece, Karl Georg Zschaetzsch pubblicò un libro intitolato Atlantis: die Urheimat der Arier.

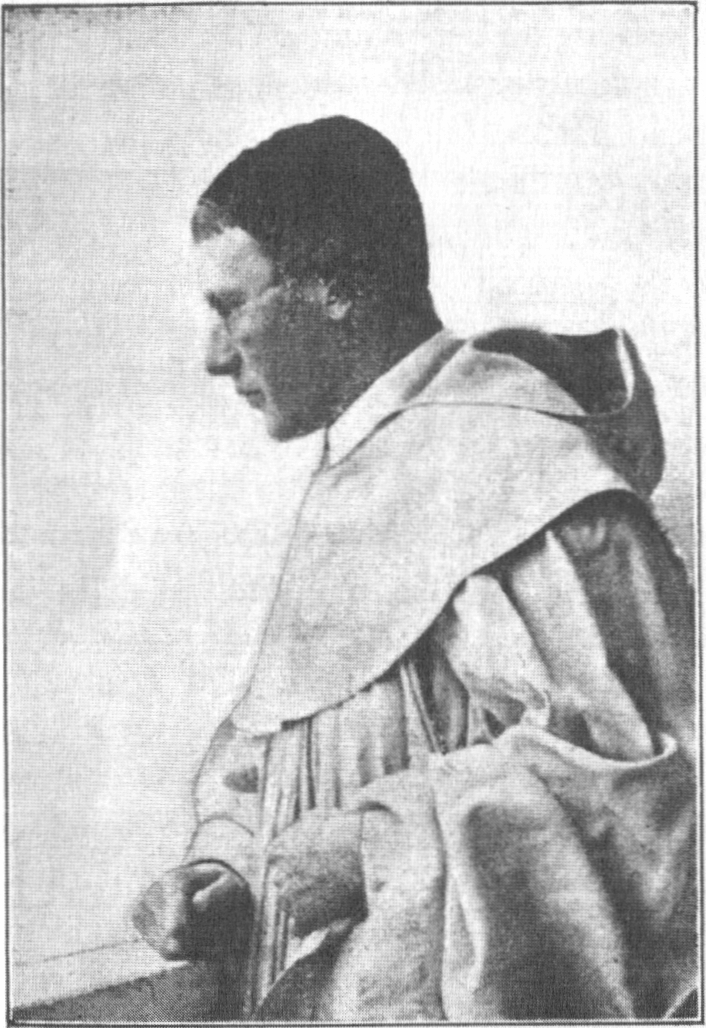
Adolf Lanz

Le differenze razziali tra Ariani e Semiti in queste rielaborazioni erano spesso molto esagerate: nella riformulazione che Adolf Lanz fece de La dottrina segreta di Madame Blavatsky, ad esempio, egli scrisse: «la quarta razza-radice degli Atlantidei era diviso in sub-razze pure e bestiali, corrispondenti ai primi antropoidi e alle scimmie antropomorfe». Come questi numerosi esempi illustrano, l'ipotesi di Bailly-Blavatsky ebbero un'accoglienza particolarmente favorevole nei circoli germanici proto-nazisti. Il ruolo che il mito di Atlantide giocò nella genesi dell'ideologia nazista può essere definito molto più precisamente rispetto ad una normale campionatura della mentalità del periodo. Per apprezzare appieno questo ruolo, però, bisogna tornare al tempo di Bailly per prendere in considerazione un secondo attributo politico che il mito di Atlantide aveva acquisito. Questa qualità derivava dalla somiglianza tra Atlantide e un altro mito: il mito dell'età dell'oro. Questi due miti erano già stati fusi da Bailly, tra l'altro assieme ad un altro mito, quello Iperboreo. Questi ultimi due miti furono citati da Bailly come prova della passata esistenza di un'Atlantide nordica e notevolmente progredita.
Anche se la versione tradizionale del mito dell'età dell'oro apparentemente sembrava contraddire il mito di Atlantide di un'ipotetica cultura originaria super-sofisticata, essi tuttavia condividevano una serie di caratteristiche: entrambi descrivevano, infatti una forma ideale di organizzazione sociale, ed entrambi situavano questa società, all'inizio della storia umana.
La moda per l'orientalismo indiano, inoltre, aveva comunque di per sé contribuito a unire questi due miti. Quando Voltaire espresse la sua convinzione che «c'è ancora un grande paese, vicino a Benares, dove l'età dell'oro si è conservata», egli non aveva affatto in mente lo stato di natura narrato da Rousseau ma, piuttosto, degli Atlantidei «Gangaridi» altamente civilizzati.
La rapida identificazione di Atlantide con l'età dell'oro fatta da Voltaire, come da Bailly, aveva un profondo significato, in quanto quest'ultimo mito divenne, con la Rivoluzione francese, una potente immagine politica. Non solo il «ritorno all'età dell'oro» era una delle rappresentazioni contemporanee più comuni degli eventi storici allora in corso, ma si trasformò in un vero e proprio progetto ideologico per "rigenerare" la Francia e il mondo.
Ma, ben più importante, secondo Edelstein: «la Rivoluzione francese invertì anche la dinamica temporale del mito dell'età dell'oro». Esso era passato dal rappresentare un momento irrimediabilmente perduto della perfezione passato (secondo il modello rousseauiana del buon selvaggio), al diventare l'ideale di un futuro imminente. L'espressione tipicamente nostalgica di questo mito si trasformò in una promessa millenaria; la versione virgiliana si fuse con quella ovidiana. Con la caduta di Robespierre, questa dinamica lungimirante fu accentuata, e l'atteso ritorno dell'età dell'oro si trasformò nel comune lamento ottocentesco su come «tutto ciò che sarà non è ancora» (di Alfred de Musset). Tuttavia, il millenario portento di questo mito rimase immutato, e restò un principio centrale per i socialisti, i comunisti, e le ideologie anarchiche fino al XX secolo.
Ma il mito dell'età dell'oro non sempre assunse una forma primitivista: quando Henri de Saint-Simon pronunciò la sua famosa frase, «L'età d'oro del genere umano non è dietro di noi, ma davanti a noi», egli aveva ovviamente un'idea di tale epoca molto meno nostalgica e più volterriana in mente. Nella metà del XIX secolo, questa visione di un prospero futuro tecnologico stava diventando lentamente una realtà: nei suoi Chants modernes del 1855, Maxime du Camp ripeté lo slogan di Saint-Simon per celebrare l'avvento della locomotiva. La sospirata età dell'oro fu, in effetti, completamente "Atlantizzata": «c'è chiedersi, in una parola, se l'età d'oro non farà ritorno».
«Questo mito dell'Età dell'oro Atlantizzata - fa notare lo storico Edelstein - non aveva necessariamente perso il suo potere rivoluzionario: l'utopia descritta ne I quattro Vangeli di Émile Zola, ad esempio, è una città sofisticata, non dissimile dall'Eldorado di Voltaire».
Significativamente, fu in questo momento di vera innovazione tecnologica che la mania dotta e popolare di Atlantide decollò, proprio con la pubblicazione del lavoro di Ignatius Donnelly. E anche dopo che i fratelli Wright perfezionarono quella che Blavatsky aveva chiamato la «conoscenza del volare attraverso veicoli in aria» l'età di Atlantide da lei narrata sembrava davvero poter ritornare. All'inizio del XX secolo, però, il mito di Atlantide era diventato una rappresentazione pericolosa, nel mescolare delle fantasie millenarie e razziali. L'antisemitismo teosofico di Guido von List e di Adolf Lanz trovò dei sostenitori sia prima che dopo la prima guerra mondiale soprattutto in Germania, fornendo le basi ideologiche per la nascente società esoterica e occulta Germanenorden. Dopo la guerra, quest'organizzazione para-massonica e paramilitare utilizzò il manto di segretezza che circondava i suoi rituali "ariani" per tracciare l'assassinio di politici di spicco. Inoltre la loro dottrina, mutuata da Bailly e Blavatsky, anche alimentò in qualche modo anche un altro gruppo pro-ariano, anch'esso colpevole di omicidi, il NSDAP, o Partito Nazionalsocialista Tedesco dei Lavoratori, più famoso come Partito Nazista.
La connessione tra il Germanenorden e i nazisti passò probabilmente attraverso un uomo, il barone Rudolf von Sebottendorff, sebbene vi siano
molte testimonianze divergenti circa il suo ruolo nella genesi del nazismo, e la sua influenza è spesso esagerata. Quello che è certo sul suo coinvolgimento è che Sebottendorff fondò il ramo bavarese del Germanenorden a Monaco di Baviera, nel luglio 1918. Essa prese un nome particolare: Società Thule, apparentemente per nascondere il suo programma estremista sotto la copertura benigna di studi antiquari, ma ovviamente quella di Thule non era stata una scelta casuale del nome. Infatti, Sebottendorff apparteneva alla lunga fila di teosofi ariani, da Blavatsky a Lanz. E con la Società Thule, il mito di un'Atlantide Iperborea divenne parte integrante della storia e l'ideologia del nazismo.
In una miscela che si sarebbe rivelata esplosiva ed efficace, la società di Sebottendorff combinò delle speculazioni occulte con l'azione politica violenta. Durante la rapida successione di governi rivoluzionari socialisti nel post-prima guerra mondiale a Monaco di Baviera, la società Thule fu al centro della controffensiva "bianca", o reazionaria. La loro copertura antiquaria potrebbe aver facilitato questo ruolo: mentre le autorità attuavano un giro di vite sui gruppi nazionalisti più visibili, la sede della società Thule al fantasioso Hotel Vierjahrzeiten divenne un rifugio per la resistenza di estrema destra. Durante tutto il periodo turbolento tra il 1918 e il 1920, la società in tal modo funzionò come gruppo di coordinamento per varie organizzazioni paramilitari di estrema destra, comunitariamente noto come Freikorps.
Uno dei gruppi di estrema destra che cadde sotto l'influenza della Società Thule fu proprio il Partito Tedesco dei Lavoratori o DAP, e che ben presto sarebbe diventato il NSDAP sotto la guida di Adolf Hitler. I collegamenti precisi tra il DAP e la Società Thule sono ancora oggi oggetto di discussione: Sebottendorff affermò che esso fu creato dai membri di Thule, ma Reginald Phelps mise in dubbio le sue affermazioni. Qualunque possano essere stati i rapporti amministrativi tra i due gruppi, i contatti personali tra i membri Thule e i nazisti sono innegabili.

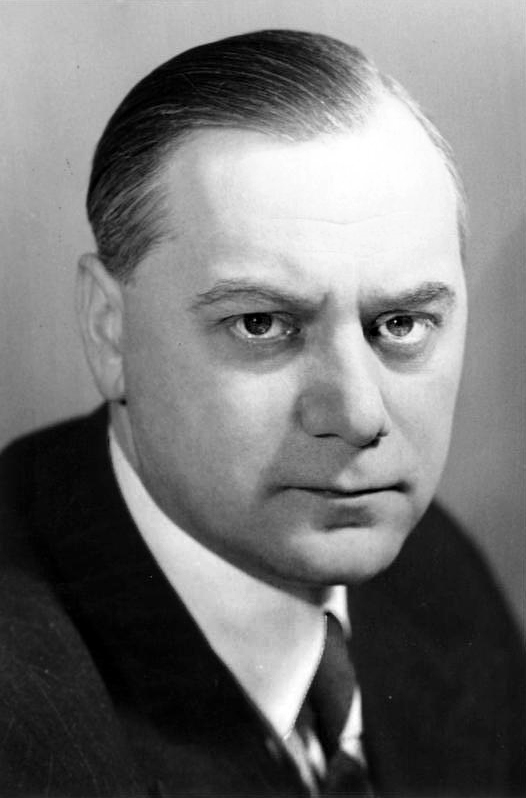
Alfred Rosenberg

Come osservò lo storico Ian Kershaw, nell'elenco dei membri della società Thule «si può leggere chi erano i primi simpatizzanti nazisti», e in qualche modo anche i di futuro quadri di comando. I nazisti Rudolf Hess, Alfred Rosenberg, Dietrich Eckart e Hans Frank, tra gli altri, tutti parteciparono o tenevano conferenze presso le riunioni della società Thule. Anton Drexler, il fondatore del DAP, frequentava gli incontri di Thule, mentre un altri membro, Friedrich Krohn, ideò l'emblema ufficiale del NSDAP, la svastica nera in un cerchio bianco contro una cornice rossa. Anche se non ci sono prove sul fatto che Hitler abbia mai partecipato alle attività di Thule, è molto probabile che egli comunque ha discusso le sue teorie ariosofiche con il suo "mentore" dichiarato Eckart, con i suoi compagni di prigionia Landsberg ed Hess, e con il suo compagno a Monaco di Baviera, Alfred Rosenberg.
Gli studiosi spesso invocano l'attacco di Hitler verso i «studiosi erranti völkisch» nel Mein Kampf per sostenere che egli diede poca attenzione alle tesi mitologiche e occulte, ma come gli storici Jackson Spielvogel e David Redles hanno osservato, le sue conversazioni private rivelavano invece un vivo interesse per tali questioni, tra cui lo stesso mito di Atlantide.
La vera importanza del mito di Atlantide nella genesi del nazismo, tuttavia, può essere meglio misurata nel lavoro di un altro aderente alla Società Thule e futuro ufficiale nazista, Alfred Rosenberg, compagno vicino a Hitler durante gli anni in cui questi stette a Monaco di Baviera. La sua opera maggiore, il libro dottrinale Der Mythus des 20. Jahrhunderts (in italiano: Il mito del XX secolo) pubblicato nel 1930, fu il secondo libro più venduto nella Germania nazista (il primo, naturalmente era il Mein Kampf). Rosenberg, proprio per la vicinanza a Hitler nei suoi anni d formazione a Monaco, è generalmente considerato come profondamente influente sul futuro führer.
Tanto quanto molti altri, quindi, anche lui può aver avuto il merito di aver plasmato la Weltanschauung nazista, per impiegare uno dei suoi termini preferiti, e conseguentemente cristallizzare Hitler. Il mito del XX secolo rese molto chiaro che la chiave di volta di questa visione del mondo era stata proprio il mito di un'Atlantide Iperborea, che è posto proprio al cuore del libro. Rosenberg iniziò il suo lungo tomo dottrinale postulando l'esistenza reale (vale a dire, naturalizzando) questo mito, e riproponendo la tesi baillyiana:
(Alfred Rosenberg nel Der Mythus des 20. Jahrhunderts)
Il mito di un "centro culturale nordico preistorico" fu in effetti la premessa fondamentale e necessaria per giustificare tutte le successive dichiarazioni che Rosenberg fa circa gli Ariani e gli Ebrei. Pur respingendo la dottrina del diffusionismo radicale alla Bailly (Rosenberg infatti scrisse: «Siamo da tempo stati costretti ad abbandonare la teoria di un'origine identica dei miti, dell'arte, e delle forme religiose tra tutti i popoli»), Rosenberg attribuisce ai periodici impulsi del sangue nordico-ariano lo sviluppo delle successive civiltà in tutto il mondo. Un'Atlantide primordiale era dunque il presupposto perfetto per esaltare il genio ariano: se gli ariani non avevano origine nordica, non avrebbero potuto avere delle caratteristiche germaniche né avrebbero potuto colonnizzare (in epoche diverse) il mondo intero. Rosenberg, a partire da questa ipotesi, può dunque accreditare la razza ariana come artefice tutte le grandi conquiste culturali nella storia umana: in momenti diversi nel tempo (in coincidenza con le più grandi fioriture della civiltà), gli ariani discesero dalla loro madrepatria nordica per realizzare le loro prospettive di vita nei climi meridionali. La "prova" della superiorità ariana così poggiava su questa situazione geografica chiave: solo se posizionati nel Circolo Polare Artico gli Ariani avrebbero potuto reclamare plausibilmente ogni responsabilità sia per le realizzazioni orientali sia per quelle occidentali. E solo postulando un'Atlantide nordica Rosenberg avrebbe potuto dichiarare, come aveva già fatto Bailly, che «la marcia della storia del mondo si irradiò dal nord verso tutto il pianeta».
Anche l'uso che Bailly fece della mitologia solare per provare l'origine nordica di Atlantide fu recuperato da Rosenberg per convalidare la superiorità ariana: il culto del sole, sostenne Rosenberg, celebrava la «rinnovatrice di vita, primordiale e creativa sostanza del mondo», e figurava come esempio perfetto nell'emblema dello stesso partito nazista, la svastica.
Atlantide poteva quindi essere definito veramente il mito fondativo del nazismo, il «mito dei miti», secondo le parole di filosofi Philippe Lacoue-Labarthe e Jean-Luc Nancy, che permise agli Ariani di sostituirsi agli Ebrei come popolo eletto della storia universale.
Ovviamente vi sono notevoli differenze tra Bailly e le interpretazioni di Rosenberg del mito di Atlantide Iperborea, e chiaramente non ha senso considerare Bailly un precursore del nazismo, tanto più viste le posizioni chiaramente antirazziste espresse da Bailly nelle sue opere. Va però detto che egli non fu nemmeno totalmente innocente, pur muovendosi in un'ottica tipicamente illuministica. Uno dei pochi storici contemporanei ad aver analizzato la preistoria speculativa di Bailly, Dan Edelstein, ha commentato: «Senza razionalizzare con esattezza la sua teoria, Bailly ha comunque cercato di dare il merito del progresso culturale orientale, all'Europa». Costruendo l'ipotesi di un popolo nordico responsabile per i successi culturali e tecnici dell'India e dell'Oriente, secondo Edelstein, Bailly «ha con ultimo fine onorato il progresso e la superiorità occidentale, pur lodando i brahamani». L'Europa e soprattutto quella illuminata, insomma, è stata - per Bailly - il vero successore di Atlantide. Con queste teorie, pur con tutte le successive differenze e i travisamenti, paradossalmente l'antirazzista Bailly aveva inconsapevolmente fornito ai movimenti nazionalisti più tardi, una potente narrazione e un valido materiale teorico che autorizzò in qualche modo un certo numero di ideologie razziste e naziste.

## L'antirazzismo di Bailly
Lo storico contemporaneo Edelstein ha sostenuto che la teoria storica di Bailly sulla migrazione degli Atlantidei, dovuta alle variazioni climatiche, aveva «mobilitato il mito» di Atlantide, rendendolo un «significante fluttuante, un indicatore di superiorità culturale e di originalità che si sarebbe poi potuto apporre a qualsiasi luogo e a qualsiasi popolo con cui i migranti Atlantidei sarebbero potuti entrare in contatto». Di conseguenza, Edelstein conclude dicendo che «piuttosto che orientalizzare Atlantide, [Bailly] ha Atlantizzato l'Oriente», rendendo «la gente bianca del nord Europa, gli Iperborei, responsabili delle conquiste culturali e degli splendori dell'Oriente».

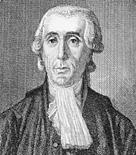
Jean Sylvain Bailly

Non è d'accordo lo storico David Harvey secondo cui, sebbene Edelstein sia nel giusto nell'abbozzare una genealogia che colleghi Bailly alle successive speculazioni storico-razziali (anche degli ideologi razziali del nazionalsocialismo), suggerisce che «questa geneologia» porterebbe «a leggere nelle opere di Bailly un determinismo biologico razzista che in realtà è assente nel suo lavoro». Mai nelle Lettres sur l’Atlantide Bailly infatti identifica gli Atlantidei come una razza bianca; da nessuna parte nelle sue opere egli discute il colore della pelle, né ha la minima intenzione di dividere l'umanità in razze distinte con caratteristiche biologiche fissate. Harvey conclude che: «Piuttosto che le rigide gerarchie razziali del XIX secolo, l'opera di Bailly vuole riecheggiare con forza solo il determinismo climatico di Montesquieu e Buffon».
Marvin Harris ha notato che il determinismo climatico è rimasto il paradigma dominante nelle teorie illuministe sulla differenza umana, sostenendo che «il razzismo scientifico è rimasto un punto di vista di minoranza fino a dopo la rivoluzione francese». Pertanto il racconto di Bailly sugli antichi Atlantidei, in contrasto con la successiva elaborazione del «mito ariano», non voleva "razzializzare" i diversi popoli preistorici di cui discute nella sua storia speculativa, ma attribuisce loro quei caratteri dovuti a quello che Montesquieu chiamava «l'impero del clima». In altre parole le differenze sociali, fisiche e mentali tra le varie popolazioni, secondo Bailly, piuttosto che dipendere da differenze razziali non meglio specificate, non erano altro che variazioni dovute alle differenti fenomenologie ambientali dei luoghi in cui vivevano.
Bailly non ha bisogno di costruire una gerarchia delle razze umane perché, semplicemente, non si esprime mai sull'esistenza stessa delle razze. L'unico appunto a ciò è che per Bailly sia esistita una popolazione antichissima, di cui ormai si sono perse completamente le tracce, che aveva civilizzato sia gli antichi popoli orientali Indiani e Cinesi, sia il Mediterraneo, entrando in contatto con gli Egizi, i Fenici e i Greci e passando loro tutta la propria cultura scientifica, in qualche modo "istruendoli". Non c'è alcun dubbio per Bailly che questa antica popolazione Atlantidea fosse superiore alle altre da un punto di vista scientifico e tecnico, ma nulla lascia presagire che lo fosse anche da un punto di vista biologico né, filosoficamente, "essenziale". E soprattutto se gli altri popoli, come quelli orientali, per Bailly erano «cullati e appesantiti dalla pigrizia» oppure privi di «spirito d'inventiva» e «senza energia o movimento, incapaci quindi di produrre nuove conoscenze scientifiche, non era perché questi fossero effettivamente inferiori agli Atlantidei, ma solo perché l'ambiente climatico eccessivamente caldo in cui vivevano li aveva resi così. In questo senso le differenze esistevano, secondo il determinismo geografico di Bailly, solo per motivi ambientali ed assolutamente non razziali.
Nonostante ciò comunque, secondo Harvey «Edelstein ha ragione nell'osservare che il progetto di Bailly si appropriò in modo efficace delle conquiste culturali dell'antica Asia per attribuirle ad una civiltà primordiale ancora più antica, che era legata per lingua, prospettiva scientifica e dinamismo all'Europa a lui contemporanea». Anche lo storico indiano Dhruv Raina concorda con questa valutazione, scrivendo che le «ipotesi antidiluviane [di Bailly] possono essere viste retrospettivamente come un tentativo di deprivare i popoli non europei dell'invenzione della scienza».
La teoria di Bailly sull'Atlantide nordica, dopo tutto, emerse dal suo progetto, inizialmente ben più ampio, di studiare le origini e l'antica storia dell'astronomia. Nella sua Histoire de l'Astronomie ancienne, Bailly in primo luogo aveva ipotizzato l'esistenza di un popolo antidiluviano illuminato, «maestro di tutti i popoli d'Oriente, popoli che erano i depositari [di queste conoscenze], fino a che il genio dell'Europa è venuto a riprendere il filo delle idee astronomiche».

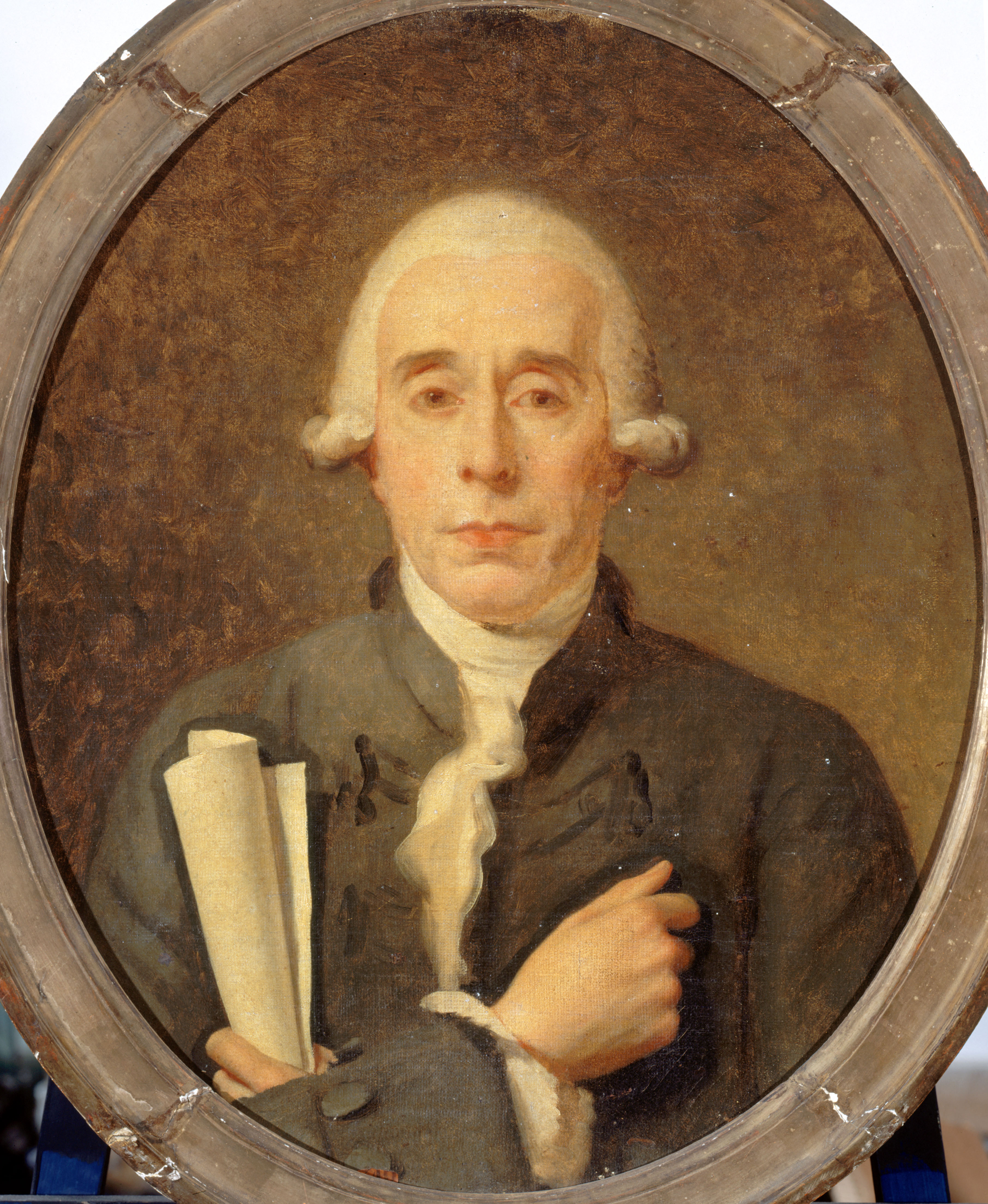
Jean Sylvain Bailly ritratto da Jacques-Louis David (1784-1794).

Le opere macro-storiche di Bailly esemplificano ciò che Karen O'Brien ha definito «narrazioni illuminate», racconti secolari che sbandieravano la scienza e il progresso sulla superstizione e il barbarismo. L'Atlantide artica di Bailly sposta l'Eden biblico come culla dell'umanità, e lo studio sistematico della natura, piuttosto che la rivelazione divina, diventava la fonte di ogni sapienza. La «narrazione illuminata» di Bailly, tuttavia, si fondò su una distinzione profondamente problematica tra i popoli cosiddetti attivi e quelli passivi, anche se Bailly attribuisce questa dicotomia solo alla causalità del clima piuttosto che a presunte ed intrinseche caratteristiche "razziali".
Tuttavia gli storici sono concordi nel dire che, in ultima analisi, Bailly abbia voluto negare alle antiche civiltà dell'Asia l'onore di essere stati i primi maestri del genere umano, e diede tale titolo ad un popolo perduto preesistente che abitava molto più a nord, e che era entrato nella storia travalicando il Caucaso, un luogo che molti dei suoi contemporanei e numerosi suoi immediati successori celebrarono come la culla della razza dei bianchi europei. Bailly aveva ulteriormente contrapposto la libera e vigorosa Europa ad un'indolente e dispotica Asia, in un'opposizione binaria con la quale, come ha sostenuto Edward Said, gli europei moderni sono arrivati ad autodefinirsi in relazione ad un «Oriente stereotipato». Eppure la critica di Bailly esiste solo ad un livello sociopolitico e di progresso culturale mentre non c'è alcun riferimento razziale; c'è però in questo suo tentativo di «Atlantizzare l'Oriente» una tendenza eurocentrica, ovvero una manifestazione della superiorità culturale europea su quella orientale, basata però soltanto su motivazioni ambientali e propugnata dalle contemporanee teorie del determinismo climatico.
Va comunque specificato che lo stesso Bailly mostrò a più riprese nella sua azione politica posizioni e connotazioni fortemente antirazziali. Ad esempio fu uno dei membri di quel gruppo di politici liberali che volevano emancipare gli ebrei; da deputato e sindaco di Parigi assicurò il passaggio del decreto del 27 settembre 1791 (confermato poi il 30 novembre dello stesso anno), che dichiarò definitivamente gli ebrei cittadini francesi a tutti gli effetti, con gli stessi diritti e gli stessi privilegi di tutti gli altri. Questo decreto inoltre abrogava le tasse speciali che erano state imposte agli ebrei, così come tutte le ordinanze esistenti contro di loro. Né le minacce né le caricature che lo ridicolizzavano dissuasero Bailly ad appoggiare questo provvedimento. La sua adesione fu incrollabile a quello che egli considerava come dovere di un magistrato giusto e retto, e ciò gli provocò anche un certo rischio personale.
Il sentimento antirazziale di Bailly viene mostrato anche nel suo endorsement al piano del deputato Garat. Esso prevedeva che, per le colonie francesi di Santo Domingo, venisse eletto - nell'assemblea parlamentare - un numero di rappresentanti proporzionale solo alla popolazione bianca e non al totale degli abitanti (che per la maggior parte era gente di colore). Nelle sue Mémoires di un témoin de la révolution Bailly infatti scrisse:
(Bailly nelle sue Mémoires di un témoin de la révolution.)
Bailly pensava che fosse del tutto ingiusto che le persone di colore venissero escluse dalle elezioni, non potendo né votare né ovviamente candidarsi. Lungi dal voler rifiutare delle concessioni ai popoli di colore, con questo atto, accettato da Bailly, si voleva semplicemente approvare un provvedimento che limitava ad hoc la rappresentanza della popolazione bianca di Santo Domingo proprio perché i neri, ancora trattati ingiustamente come schiavi, non erano ammessi alle urne e perciò non potevano eleggere dei delegati che li rappresentassero. Altrettanto evidente è la convinzione di Bailly che l'abolizione della schiavitù e la successiva estensione del diritto di voto ai neri sarebbero state la tendenza inevitabile del secolo (la motion du siècle), una «grande operazione di giustizia e umanità», pur nella consapevolezza che essa si sarebbe dovuta preparare «con molto anticipo prima di essere completata». L'atto di Garat voleva quindi essere - nella visione di Bailly - un piccolo passo in avanti verso il futuro raggiungimento degli eguali diritti nei confronti delle popolazioni di colore.
Insomma, alla vigilia dell'espansione del colonialismo europeo in tutta l'Asia meridionale, l'opera di Bailly sottolineava la presunta incapacità del decadente Oriente di aver potuto inventare la scienza dell'astronomia per conto proprio. Le sue teorie preistoriche erano dunque mature per un'eventuale appropriazione, trasformazione e travisamento da parte di successivi teorici con diverse ipotesi epistemologiche e con punti di vista molto più esplosivi e pericolosi sulle cause e sul significato delle differenze umane. «Bailly non creò il "mito ariano" – afferma lo storico Harvey – e avrebbe sicuramente ripudiato le sue conclusioni finali, ma in fin dei conti ha fornito alcuni dei materiali chiave da cui poi questo fu costruito».